# Katherine Routledge
Vous lisez un « bon article » labellisé en 2024.
Pour les articles homonymes, voir Routledge.
Katherine Scoresby Routledge, née Katherine Maria Pease le 11 août 1866 à Darlington et morte le 13 décembre 1935, est une archéologue et anthropologue britannique. Elle est pionnière en 1914 des premières fouilles significatives, bien qu'inachevées, de l'île de Pâques. Née dans une famille quaker aisée, elle développe une curiosité scientifique précoce et une aspiration à des opportunités éducatives équivalentes à celles de ses homologues masculins. Après des études au Somerville College d'Oxford et des années d'enseignement, elle épouse William Scoresby Routledge en 1906.
Le couple entreprend un voyage en Afrique orientale britannique, où elle perfectionne ses compétences ethnographiques. En 1910, ils publient conjointement un livre basé sur leurs recherches. Cependant, le couple est surtout connu pour l'expédition Mana vers l'île de Pâques en 1914. Elle co-dirige l'expédition et documente ses découvertes, contribuant ainsi à la préservation de la culture polynésienne des Rapa Nui. L'expédition prend fin en 1914 et elle publie The Mystery of Easter Island en 1919. Elle est atteinte de schizophrénie et sa santé mentale se dégrade fortement après 1925. Internée en 1929, elle meurt le 13 décembre 1935 à l'âge de 69 ans.
En dépit de ses troubles de santé, Katherine Routledge laisse à la postérité un héritage significatif dans le domaine de l'archéologie, particulièrement pour sa compréhension des moaï et sa récolte de données ethnographiques qui offre une première approche de l'histoire de l'île de Pâques. Son travail, initialement sous-estimé, est reconnu ultérieurement grâce à la redécouverte de ses archives, ce qui en fait un exemple de l'effet Matilda dans le domaine de la recherche archéologique.

## Biographie

### Enfance

#### Famille Pease
Katherine Pease naît le 11 août 1866 à Darlington. Elle est le deuxième enfant et l'aînée de Kate et Gurney Pease, le quatrième fils d'une famille quaker aisée,,. Ses frères et sœurs sont Harold Gurney Pease, né le 18 août 1864, Wilson (Willie) Pease, né le 9 novembre 1867, Lilian (Lil), née le 21 mars 1869, et John Henry (Jack), né le 6 novembre 1871. Son petit frère, Wilson, devient son confident.

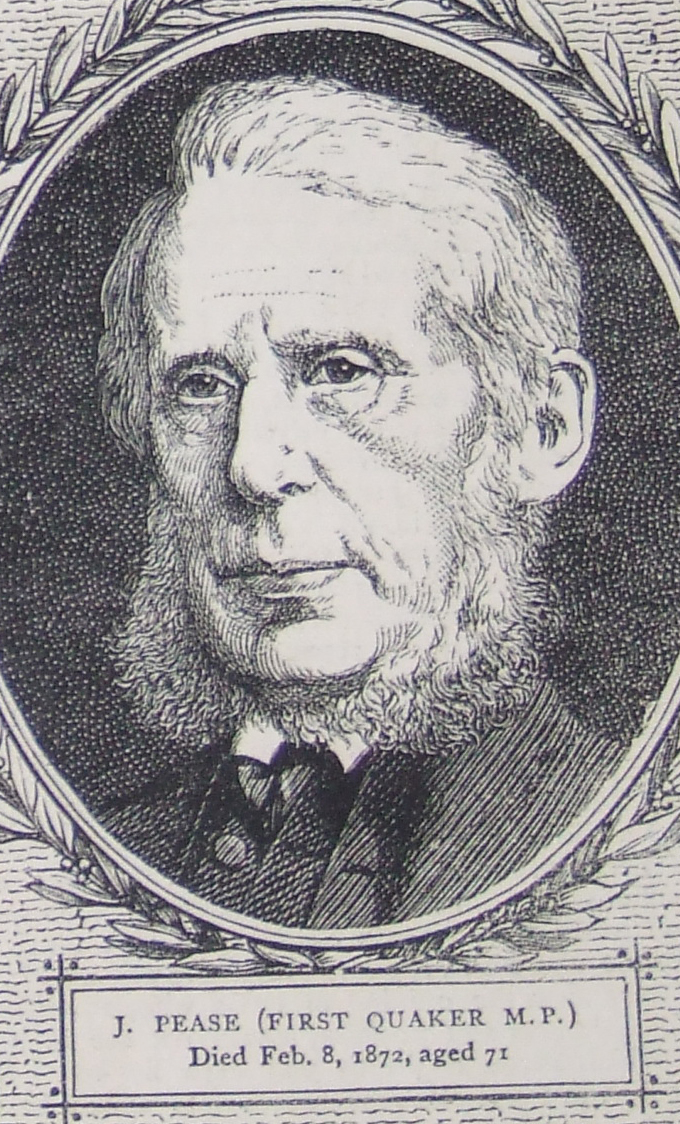
Joseph Pease, grand-père de Katherine Routledge.

La famille Pease est marquée par l'influence de Joseph Pease, son grand-père. Ce dernier parvient à consolider une importante fortune dans des entreprises issues de la révolution industrielle. Ce niveau de vie leur permet de voyager, notamment pour des vacances balnéaires sur la côte de Land's End. Katherine Pease nourrit un fort intérêt pour les sites mégalithiques des îles Scilly ainsi que pour le folklore et les légendes qui les entourent. Elle doit probablement cet intérêt pour la beauté naturelle et les vestiges anciens à Joseph Pease qui invite ses petits enfants à les apprécier en comparaison à l'environnement bruyant, enfumé et pollué des mines dans lesquelles sa famille investit.
Joseph Pease influence directement le caractère de Katherine et devient une figure morale et paternelle, d'autant plus que Gurney Pease s'investit dans les affaires familiales de ses parents. Le décès de Joseph Pease en 1872 affecte fortement les décisions de la famille et le comportement de Gurney.
L'environnement familial dans lequel elle évolue lui permet d'accéder à divers privilèges, mais aussi aux hautes sphères de l'aristocratie. Elle est par exemple présentée en 1884 devant la reine Victoria en qualité de fille de famille influente de Grande-Bretagne.

#### Environnement religieux
La famille de Katherine Pease est profondément imprégnée de spiritualisme et d'occultisme. Chaque voyage devient pour les enfants une occasion de cultiver leur perception spirituelle. Jo Anne Van Tilburg décrit un séjour en Écosse au cours duquel la mère de Katherine et sa tante Jane racontent des légendes d'esprits et de gobelins, concluant par une évocation des fantômes des ancêtres Pease, supposés hanter les collines écossaises.
Ce contexte religieux lui donne un respect marqué de l’histoire familiale et une forte valeur de l’individu et de la propriété tout en l’immergeant dans l'occultisme. Plus tard, elle s'investit d'ailleurs dans le spiritualisme au cours de ses années à Oxford et pratique l'écriture automatique. Cependant, ces récits ont également pour conséquence de nourrir son imagination, sa créativité, ainsi qu'une schizophrénie latente qui l'amène à entendre des voix durant toute sa vie,.

#### Troubles familiaux

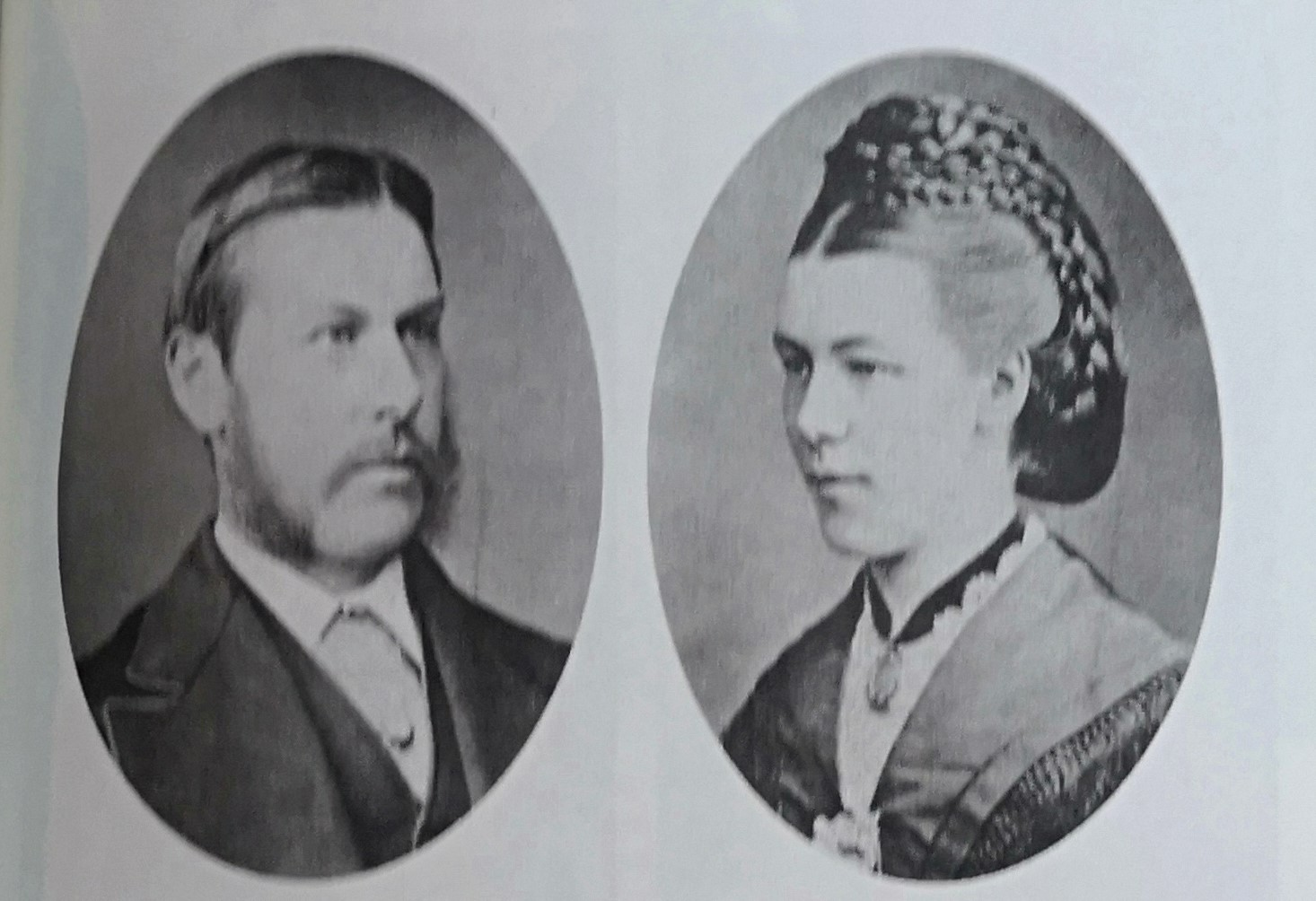
Gurney Pease (gauche) et Kate Wilson (droite), parents de Katherine.

La dynamique familiale est marquée par les périodes de dépression de Gurney Pease, père de Katherine, ainsi que par les comportements imprévisibles et violents de Harold, son frère aîné. Gurney commence sa carrière comme enseignant à l’École du dimanche, puis devient directeur d'une école quaker à Darlington. Cependant, il est plus tard contraint de superviser la mine de fer de Hutton, une charge qui affecte gravement sa santé physique et mentale, le clouant au lit durant de longues périodes.
Les six premières années de Katherine s'effectuent souvent en dehors du cocon familial car ses parents effectuent des séjours sanitaires afin de soigner les maux de Gurney. Les enfants sont généralement pris en charge par leur nourrice, Mme Hopper, en l'absence de leurs parents. Cette situation provoque des conflits entre frères et sœurs qui cherchent l'attention de leur mère, et celle-ci transforme la situation en une forme de compétition. Cela affecte très fortement son développement au point qu'elle ne parvient pas à identifier sa place au sein de la famille.
Harold, le grand frère de Katherine, est un enfant complexe au tempérament pouvant alterner entre timidité et agressivité soudaine. Il souffrait probablement de schizophrénie infantile, une pathologie que la famille Pease dit héréditaire. Particulièrement hostile envers les personnes étrangères à sa famille, et avec un tempérament social particulier, il développe au sein de sa fratrie un langage secret. Son agressivité se tourne souvent contre sa mère, que ce soit verbalement ou physiquement. La mise en compétition par Kate Wilson de ses enfants redirige cette agressivité vers Katherine, qui s'en défend. Cependant, lorsqu'elle demande à ses parents d'intervenir, ceux-ci refusent. Cette situation la pousse à faire preuve d'intelligence et de force pour pouvoir se défendre des injustices et dangers.
En 1869, Kate Wilson fait face à une dépression nerveuse à la suite de la naissance de Lily. Les médecins lui imposent du repos et un éloignement de ses enfants. Lorsqu'elle revient de ce séjour, elle se trouve devant une nouvelle situation de crise familiale. Katherine a la scarlatine, une très forte fièvre, et ses frères et sœurs tombent à leur tour malades. Bien que les enfants en réchappent, l'état de santé de la jeune fille est plus grave et altère probablement son développement cérébral. Il pourrait être à l'origine d'hallucinations, de voix et de perceptions qui l'accompagnent toute sa vie.

#### Décès de Gurney Pease

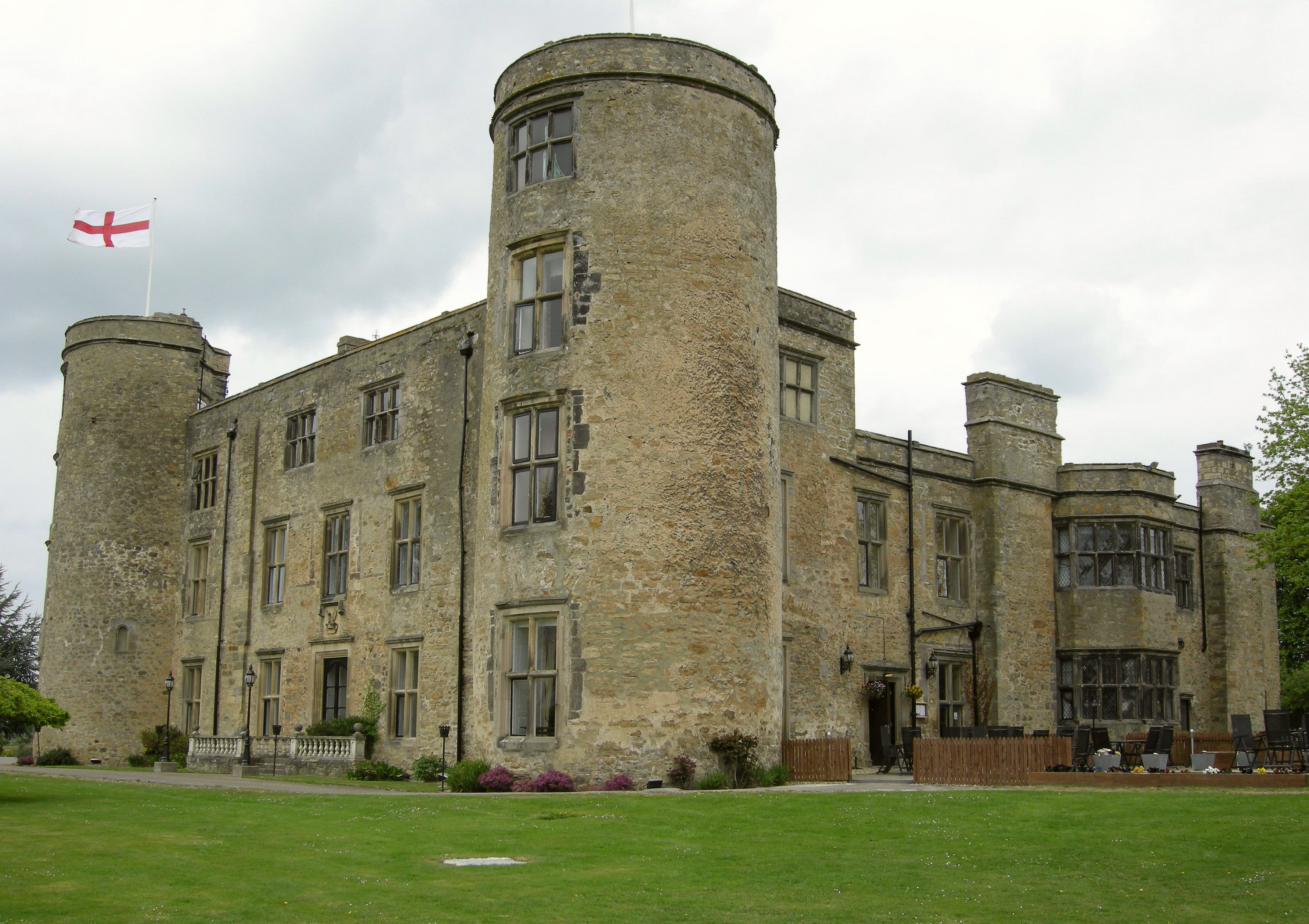
Le château de Walworth en 2010. La reconstruction du château a débuté en 1871 à la suite du rachat de Gurney Pease.

En juin 1871, Gurney Pease décide de faire déménager toute la famille au sein du château de Walworth afin de s'éloigner de l'emprise familiale des Pease et permettre à la famille de « prendre l'air afin de prendre soin de leur santé délicate ». Au sein du château, la famille a un dernier enfant. Cependant, le 8 février 1872, la mort de Joseph Pease provoque un nouveau drame. Gurney est si affecté qu'il plonge dans une dépression suicidaire. Il meurt le 11 juin 1872 et toute la famille rejoint les tantes Jane et Emma à Darlington.
Le décès de Gurney affecte la manière d'éduquer de Kate Wilson, et les cycles de violence d'Harold s'amplifient, si bien qu'il est mis à l'écart de la famille durant des semaines. Katherine développe un tempérament qui se caractérise par un besoin constant de s'exprimer, souvent de façon directe et autoritaire, qu'elle s'évertue à réprimer afin de préserver sa position privilégiée au sein de la famille.
En l'absence de père, la présence du cercle élargi de la famille est plus importante. Les enfants sont pris sous l'aile de Joseph et Arthur Pease qui ne tardent pas à les reloger dans le manoir Woodside de Darlington. Les voisins directs du manoir sont les tantes Emma et Jane. Le manoir n'est alors pas en bon état et Joseph entreprend de nombreuses adaptations architecturales. La mère de Katherine reste distante envers ses enfants et s'emporte lorsque la famille Pease se mêle de leur vie familiale. Sa santé mentale reste fragile, si bien qu'en 1878 elle sombre dans une nouvelle dépression.
Le manoir Woodside marque la jeune fille puisqu'il représente un repère stable dans sa vie. Sa pièce préférée est la bibliothèque dans laquelle elle découvre les ouvrages de Charles Dickens, Charles Kingsley, Frederick Marryat, ainsi que les récits de voyage de James Cook et Charles Darwin. L'intérêt débordant pour les livres amuse sa mère qui admet qu' « il s'agit du genre de livres que j'aimerais lire si j'étais intéressée par la lecture ».
Selon Jo Anne Van Tilburg, Katherine Pease développe une forte curiosité scientifique et veut avoir les mêmes opportunités qu'ont eu ses frères, oncles et cousins, ce qui la pousse à suivre une voie inhabituelle à l'époque victorienne. Elle la cite à ce propos : « J'ai eu la malchance de naître femme avec des ambitions d'homme ». Katherine Pease se considère alors comme une seeker, selon la tradition quaker dans laquelle elle est éduquée, ce qui l'amène à rechercher des expériences spirituelles dans le contexte de la découverte intellectuelle.

### Formation et émancipation

#### Éducation à Woodside

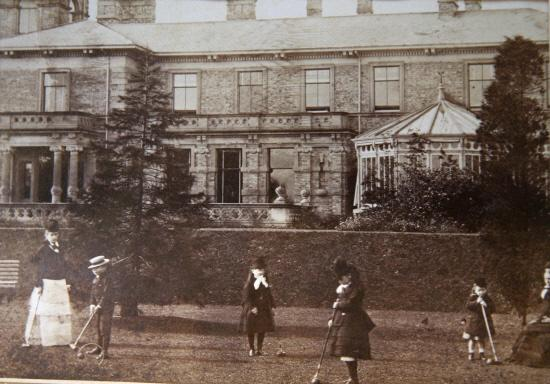
Manoir Woodside, 1878. Katherine Pease (au centre avec un maillet) joue avec ses cousins.

À Woodside, ses tantes Emma et Jane l'influencent fortement. La première la marque par ses habitudes intellectuelles et sa façon de rédiger ses journaux, mais c'est également cette tante qui l'encourage à poursuivre ses études à Oxford. La seconde se dévoue à une vie spirituelle et lui transmet les dogmes quaker. Elle prétend pouvoir communiquer avec les défunts.
Durant son enfance, Katherine Pease est encadrée par des professeurs particuliers qui la guident dans ses études de l'art, de l'histoire, de l'architecture, de la géographie et des mathématiques. Cependant, ils ne parviennent pas à lui prodiguer un enseignement capable de répondre à ses attentes. Elle développe une excellente élocution avec un niveau de vocabulaire très élevé. Sa mère lui apprend également la gestion d'un foyer, de ses finances et de ses domestiques ainsi que des tâches normalement dévolues au père de famille, ce qui représente un atout pour son émancipation future. C'est à l'âge de douze ans qu'elle fait part à sa mère de son souhait d'intégrer une université plus tard, une suggestion radicale pour la période.
Elle suit des cours au Sevenoaks School de ses 13 à 16 ans, ou de ses 16 à 18 ans. Les registres n'ont pas survécu pour confirmer la période. Elle envie le parcours de son cousin Harold qui suit des cours à Cambridge malgré de moins bons résultats scolaires. Cependant, Woodside et l'emprise de la famille Pease réduisent les possibilités d'avenir pour la jeune fille qui annonce vouloir continuer ses études à un niveau supérieur. La décision est mal perçue au sein de la famille Pease, et elle déménage dix jours plus tard avec sa mère en janvier 1891 pour s'installer à Oxford.

#### Oxford et le Somerville Hall

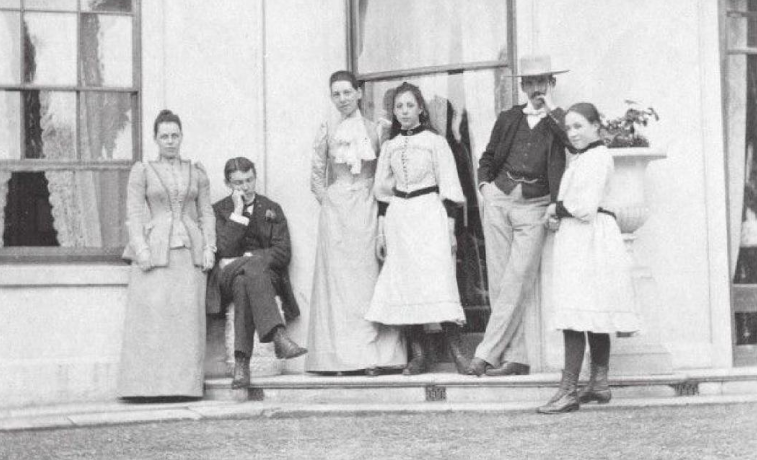
Portrait de famille en 1891 avec Katherine Pease (extrémité gauche), ses cousins ainsi que son frère Wilson (au centre) avec sa future épouse Caroline Fowler (à ses côtés à droite).

En octobre 1891, elle est acceptée à l'examen d'entrée du Somerville Hall (actuel Somerville College) en histoire moderne,. Choisir de suivre des études universitaires est une décision radicale pour une femme à l’époque victorienne, car cela compromet souvent ses perspectives de mariage. Les jeunes femmes étudiantes sont perçues par les hommes de la classe moyenne comme délaissant leur vocation d’épouse et de mère, en raison d'une supposée fragilité physique et émotionnelle. Afin d'éviter ces préjugés, le Somerville Hall présente son programme pour les femmes comme une extension de l'éducation de base, doté un hébergement où les étudiantes sont soumises aux us et coutumes victoriennes. Le témoignage de son frère, lors d'une visite en 1891, est clair :

« Les étudiantes sont plus présentables que je ne le pensais. […] Quand les femmes descendent de leur piédestal de raffinement silencieux et se bousculent dans la foule des hommes, elles ne doivent plus s'attendre à être adulées. »

L'arrivée de Katherine Pease coïncide avec une période importante pour le droit des femmes puisque celles-ci y sont admises depuis cette même année. Elles peuvent passer les mêmes examens que les hommes, mais ne reçoivent pas de diplômes,. Elle intègre Somerville aux côtés de vingt autres étudiantes et se lie d'amitié avec certaines d'entre elles comme Cornelia Sorabji et Ethel Hurlbatt. Durant ces études, Katherine s'engage dans le féminisme tout en devant respecter les codes de conduite féminine de l'ère victorienne.
Elle est fortement inspirée par son professeur Robert Ranulph Marett qui devient son mentor et conseiller professionnel le plus proche. Ses apprentissages renforcent sa conviction que l'équité homme-femme représente une clé fondamentale des réformes de la société. Elle intègre également les théories de Marett sur les religions primitives ainsi que les cultes polynésiens et le concept de mana qui l'inspire quelques années plus tard pour nommer son expédition vers l'île de Pâques. Elle se lie également d'amitié avec le professeur de zoologie Edward Bagnall Poulton, fraichement arrivé à l'université en 1893. Malheureusement, malgré le soutien de ses professeurs, Katherine Pease ne peut pas étudier l'anthropologie dont les premiers diplômes d'Oxford ne seront délivrés qu'en 1908.
Malgré l'absence de diplôme, Oxford prépare intellectuellement la jeune femme, et les contacts qu'elle s'y fait deviennent indispensables à la réussite de ses projets anthropologiques et archéologiques. Elle développe également à Oxford son aisance linguistique, ainsi que sa capacité à échanger avec des individus quel que soit leur rang social. En 1894, après une succession d'événements familiaux incluant la mort de sa tante Jane et l'enfermement de son frère Harold en hôpital à cause de sa schizophrénie, elle met en pause ses études à Oxford. En 1895, elle les achève et reçoit ses résultats d'examens d'Histoire moderne : Honors 2nd Class. Sur les vingt étudiantes de sa promotion, aucune ne reçoit de note supérieure à cela. Elle doit faire face à une autre déception car le comité refuse la pétition des étudiantes demandant l'octroi d'un diplôme. En 1906, elle obtient son diplôme au Trinity College de Dublin comme d'autres Steamboat ladies,. Elle revient à Oxford à l'automne 1911 à la suite de l'ouverture aux femmes des diplômes d'anthropologie ; cependant, elle n'y passe que peu de temps car elle planifie son expédition pour l'île de Pâques.

#### Émancipation de l'emprise familiale

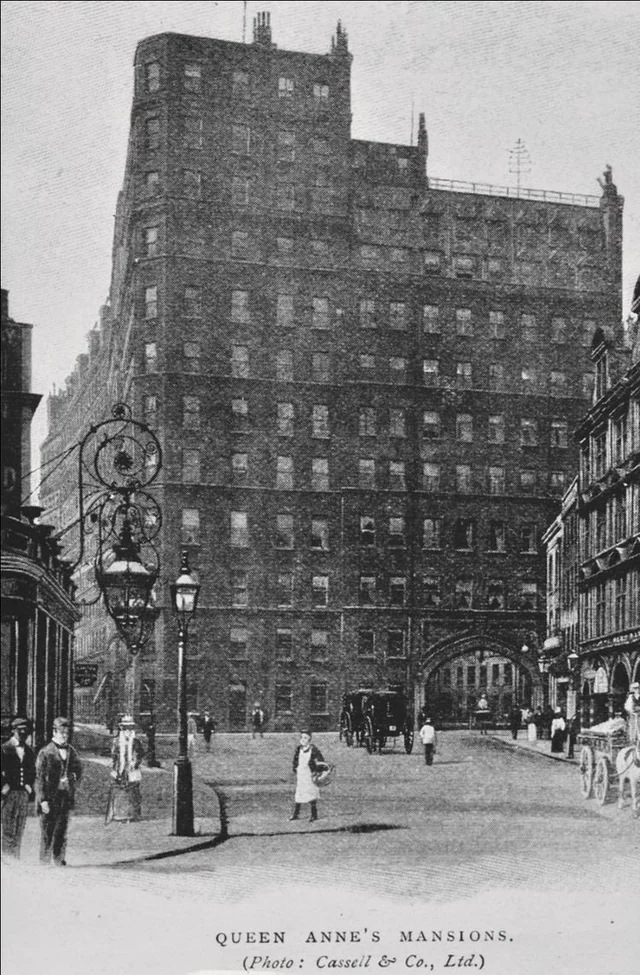
Le Queen Anne's Mansions, premier gratte-ciel du Royaume-Uni. Photo de 1905.

Au terme de ses études, elle retourne à Darlington et devient professeur d'Histoire au sein de l'Extended Division et au Darlington Training College. En parallèle, la vie familiale est perturbée par la situation de son frère aîné, Harold, toujours interné à Charleton et qui les supplie par courrier de « venir le secourir ». En effet, sa santé mentale semble s'être améliorée et Katherine aide son frère à réintégrer la vie sociale. En septembre 1896, celui-ci se marie et met un terme aux préoccupations de sa sœur.
En recherche d'indépendance, elle finit par annoncer son départ définitif de Woodside et de Darlington en juillet 1898. Avec la vente de son logement, elle parvient à s'assurer une indépendance financière et s'installe dans un appartement du Queen Anne's Mansions à Londres, face au St James's Park. Elle y rejoint le Ladies Empire Club et devient active au sein du mouvement des suffragistes. Elle y retrouve Eliza Lyle McAllum, une amie qu'elle connait depuis 1893 et qui partage sa vision de l'intimité. Sa lutte pour les droits des femmes continue de s'observer dans le temps, comme lors du Women's Sunday.
En effet, au début de leur amitié, elles avaient formé avec humour la Sensible Women's League dont les deux membres, elles-mêmes, ne se vouaient qu'à nouer des relations platoniques car « aucune femme, ne pouvait être à la fois une personne libre et un être sexuel ». Dans la promotion du Somerville Hall, la proximité entre les étudiantes est forte, incluant de l'attraction homosexuelle. La vie commune de Katherine et Eliza pourrait laisser supposer qu'elles sont amantes, mais les nombreuses lettres échangées au fil des ans ne le confirment pas.

#### Premier voyage
À Londres, elle se rapproche de la South African Colonization Society fondée par des femmes à l'aube de la seconde guerre des Boers. L'objectif de l'organisation est d'envoyer des femmes respectables dans les colonies afin d'y « apporter les effets de la civilisations ». Le 3 mai 1902, Katherine Pease rejoint une mission de l'organisation et se rend à la colonie du Cap en Afrique du Sud. Durant cinq mois, elle enquête sur l'état de l'intégration de ces femmes britanniques célibataires,. Lors de son séjour, elle rencontre Robert Baden-Powell et Alfred Milner avec qui elle entretient des correspondances pendant plusieurs années, y compris durant son séjour sur l'île de Pâques. Quelques mois plus tard, elle tombe gravement malade et son état de santé nécessite une hospitalisation. Les médecins diagnostiquent une grippe ; cependant, elle se convainc qu'elle souffre de paludisme. En effet, elle garde en souvenir cette maladie contractée par ses frères Wilson et Harold lors de leur séjour en Inde. Elle guérit lentement et décide de rentrer en Angleterre. Elle retourne en Afrique du Sud en 1903.

### Mariage avec William Scoresby

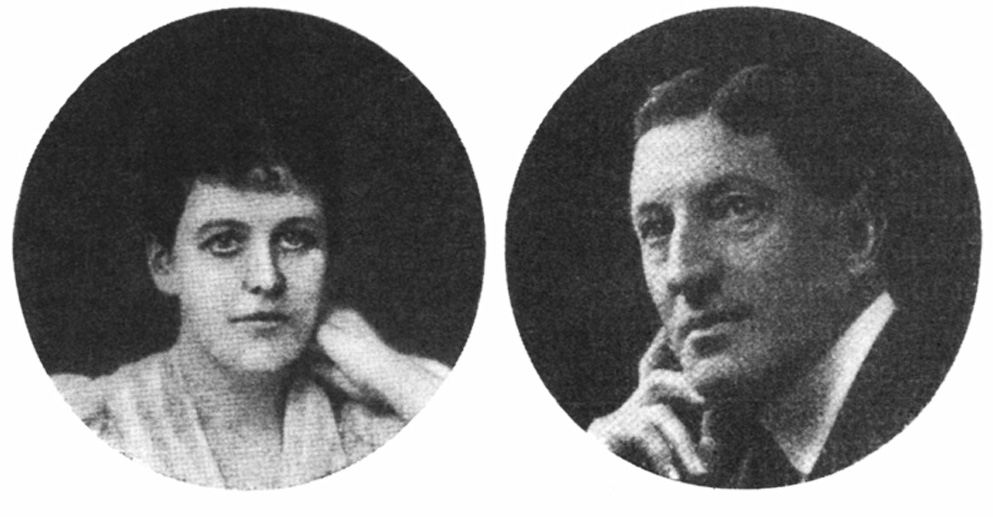
Katherine Maria Pease et William Scoresby Routledge en 1910, pour leur mariage.

Tandis que Katherine est en mission en Afrique du Sud, William Scoresby Routledge se trouve en Afrique orientale britannique (aujourd'hui Kenya). Il occupe un campement à Nyeri depuis lequel il effectue de nombreuses photographies et se mêle aux Kikuyus. À son retour à Londres, en 1905, il est élu membre du Royal Anthropological Institute of Great Britain and Ireland pour lequel il présente un groupe de 38 objets ethnographiques issus de son voyage.
Par l'intermédiaire de connaissances d'Oxford, il rencontre Katherine. Le 1er avril 1906, à Naples, William Scoresby la demande en mariage. Elle quitte finalement Naples sans lui donner de réponse à cause de l'éruption du Vésuve qu'elle perçoit comme un mauvais présage. Quelques semaines plus tard, ils se revoient à Toys Hill et elle accepte sa demande malgré le scepticisme de ses proches. En effet, le niveau social de la famille Routledge n'équivaut pas à celui des Pease. C'est pourquoi Wilson Pease exige une dot de 20 000 £. La famille Routledge admet facilement que William cherche à épouser une femme riche qui souhaite voyager. Le 6 août 1906, ils se marient à la Skinnergate Quaker Meeting House de Darlington,.
Grâce à ce mariage, Katherine Routledge a la conviction de pouvoir se libérer complètement de l'emprise familiale. William Scoresby correspond au compagnon platonique partageant les mêmes ambitions sociales et intellectuelles. Il s'agit de « l'idéal Oxfordien » qu'elle s'était représenté durant ses études. Ils mènent ensemble plusieurs expéditions.

### Anthropologue et archéologue confirmée
Le couple entreprend une expédition scientifique en Afrique orientale britannique en 1906, seulement quatre mois après leur mariage. Bien qu’indifférente au départ à la collecte d'artéfacts Kikuyus, elle développe un vif intérêt pour l'ethnographie. Elle s'intègre pleinement à la vie locale, travaillant avec les femmes Kikuyus et participant aux pratiques rituelles. Pendant que William se concentre sur les artéfacts, Katherine affine ses compétences ethnographiques. À cause des tensions politiques liées à l'affaire Silberrad, le couple retourne à Londres en 1908 pour partager ses découvertes, publiant un livre conjoint en 1910, mettant en lumière les contributions significatives de Katherine malgré leur manque d'expérience anthropologique formelle.

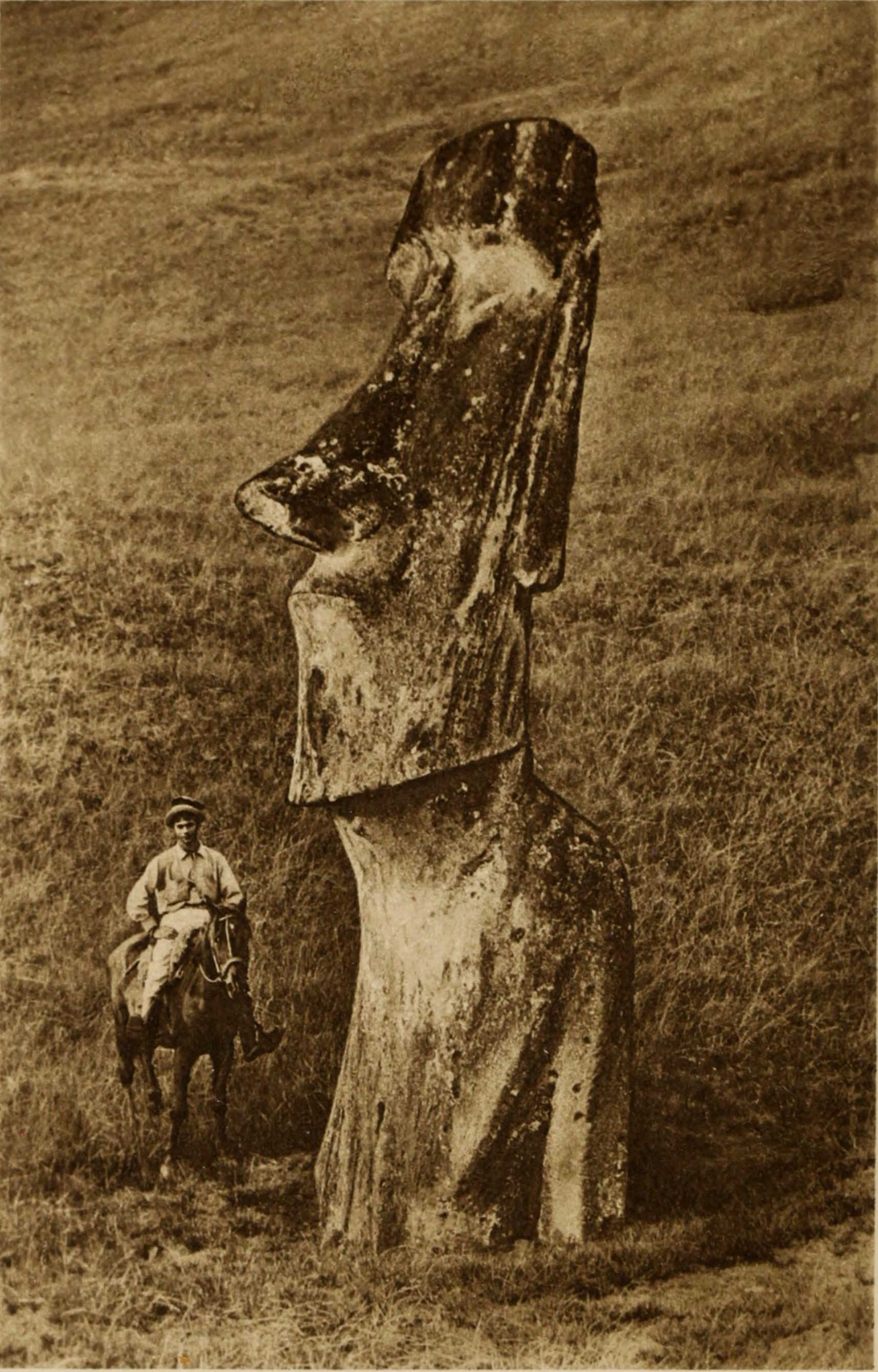
Photographie d'un moaï réalisée durant l'expédition Mana et utilisée en page de couverture de la publication du couple.

En 1912, le couple prépare sa prochaine expédition vers l'île de Pâques. L'expédition Mana amène Katherine Routledge à explorer minutieusement les sites archéologiques, notamment le site d'Orongo, où elle a découvert et classé différents pétroglyphes, et le site d'Ana Kai Tangata, où elle reproduit plusieurs peintures rupestres aujourd'hui disparues. Sa collaboration avec les habitants locaux lui permet de mieux comprendre les rituels et les traditions associés à ces sites, comme le mythe de Tangata manu (l'homme-oiseau). Ces échanges l'amènent à récolter de précieux témoignages anthropologiques des derniers habitants ayant pratiqué cette culture.
Sa tentative d'identifier le Hare Paenga (maison-canoë) ayant abrité la célèbre statue de Hoa Hakananai'a représente une autre avancée significative, offrant un nouvel éclairage sur la manière dont les Rapa Nui pratiquent originellement leurs rituels autour des moaï. Parallèlement, elle collecte des données linguistiques et socioculturelles, préservant ainsi la mémoire vivante de leur culture et offrant quelques indices supplémentaires sur les mystérieuses tablettes rongorongo.
L'expédition n'est pas exempte de difficultés, notamment les tensions politiques et sociales sur l'île consécutives au soulèvement mené par Angata et l'impact de la Première Guerre mondiale. Cela met en péril l'expédition et la sécurité de toute l'équipe. Elle poursuit malgré cela ses recherches et jette les bases d'un vaste champ d'étude. Ses travaux sur l'île de Pâques font l'objet de redécouvertes fréquentes au XXIe siècle.
Le 20 novembre 1916, devant une audience majoritairement masculine, Katherine Routledge expose le récit de l'expédition qu'elle a menée avec son époux, révélant leurs découvertes archéologiques et les dommages causés par l'exploitation économique sur celles-ci. Cette présentation la propulse vers une notoriété importante. En 1917, elle aborde la culture des Rapanui lors d'une conférence, puis publie The Bird Cult of Easter Island en 1917. En 1919, le couple publie le récit de son expédition dans The Mystery of Easter Island. L'ouvrage rencontre un succès retentissant, nécessitant plusieurs réimpressions.
En 1920, le couple repart dans le Pacifique, cette fois pour étudier les liens entre l'île de Pâques et d'autres îles. Le séjour à Mangareva révèle des similitudes culturelles surprenantes. De retour en Angleterre, elle envisage de prolonger son étude en retournant sur l'île de Pâques, mais la mort soudaine de son frère la plonge dans une profonde dépression.

### Fin de vie
Après 1925, sa schizophrénie s'aggrave et se manifeste sous la forme d'une paranoïa délirante. La fortune qu'elle possède, héritée de sa mère, l'amène à repenser son testament avec le soutien de son frère John Henry et de son cousin Lord Darynton. En l'absence d'enfants, elle prévoit que la majorité de ses biens revient à Lyle McAllum avec qui elle avait vécu avant de partir en Afrique, ainsi qu'à Ethel Hurlblatt, une amie depuis ses études à Oxford. Le reste est destiné aux domestiques ainsi qu'à des donations pour des organisations politiques féministes. Ses recherches scientifiques la préoccupent davantage.

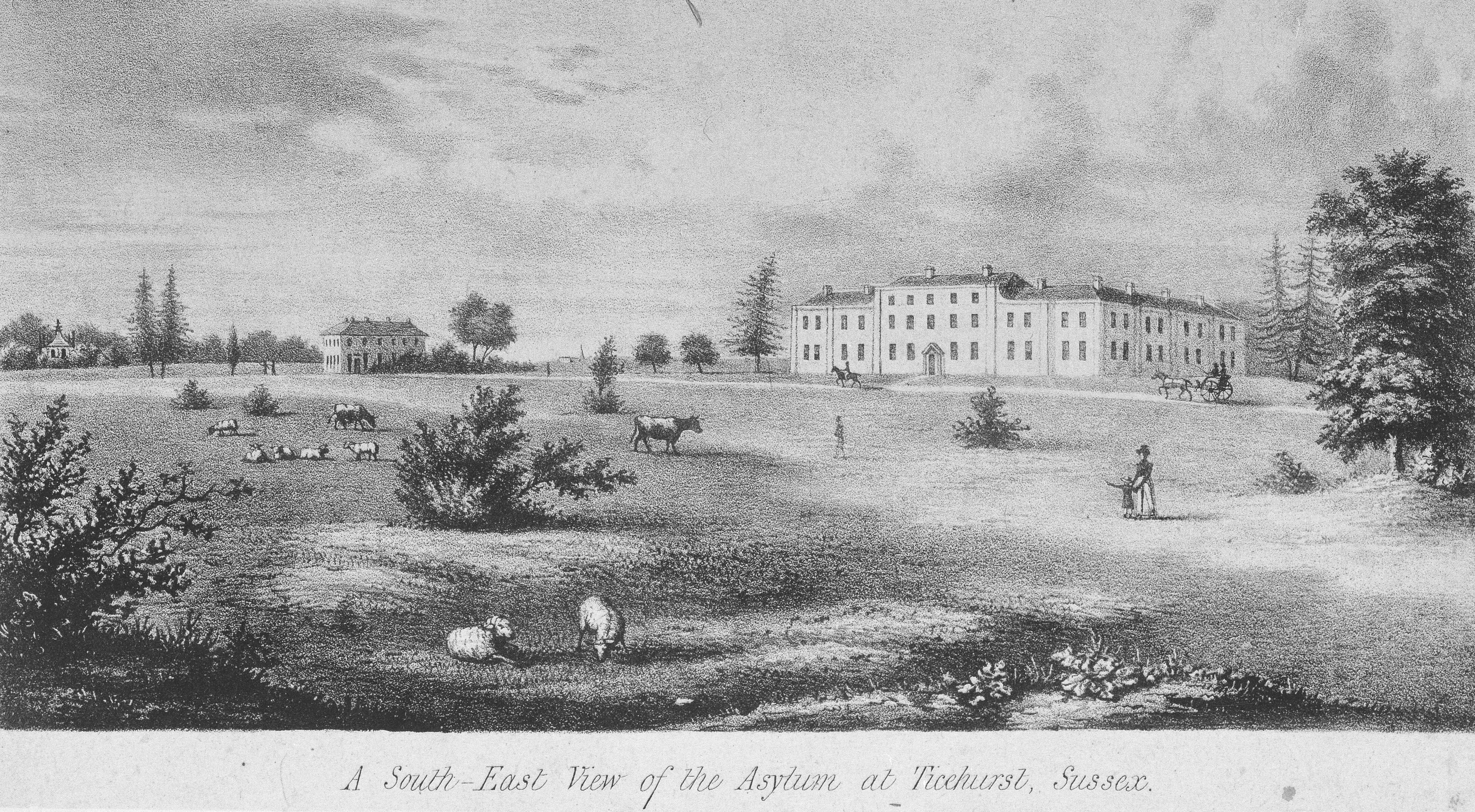
Gravure représentant le Ticehurst House Hospital.

Au sein de sa famille, il se dit que sa rencontre avec Angata, qu'ils surnomment witch doctor, est la cause de la déchéance de sa santé mentale. En 1927, la situation empire et elle se montre particulièrement hostile envers son époux qu'elle somme de « retirer ses affaires de Hyde Park Gardens ». Le forçant à quitter le manoir de Hyde Park dans lequel ils vivaient, elle l'accuse d'être la cause de l'échec des recherches effectuées à Mangareva. La querelle ne passe pas inaperçue dans la presse puisqu'elle jette ses affaires dans la rue et se barricade à l'intérieur. En conséquence, William demande une séparation judiciaire qu'elle refuse. Le 1er juin 1928, il fait appel à la Haute Cour de justice et fait geler les fonds de Katherine Routledge ainsi que ses propriétés, et ce jusqu'à ce qu'elle accepte de payer un montant qui lui est dû. Le différend concernait un local de stockage dans lequel se trouvaient des documents et des artefacts. Face à cela, elle fait évacuer l'ensemble de ses coffres, causant une importante perte de données pour la recherche scientifique, dont on prend encore la mesure au XXIe siècle.
En 1929, avec l'accord de la famille, William Scoresby intervient de force avec une équipe de médecins afin de la placer dans un établissement psychiatrique. On l'interne au Ticehurst House Hospital dans le Sussex où elle meurt le 13 décembre 1935 d'une thrombose cérébrale,,. Elle est ensuite incinérée, conformément aux instructions de son testament, et ne possède aucun monument commémoratif en son honneur. Dans son autobiographie publiée en 1931, Robert Ranulph Marett indique que Katherine Routledge est « l'une des huit anthropologues féminines dont l'école d'Oxford est particulièrement fière ».

## Expéditions

### Afrique orientale britannique

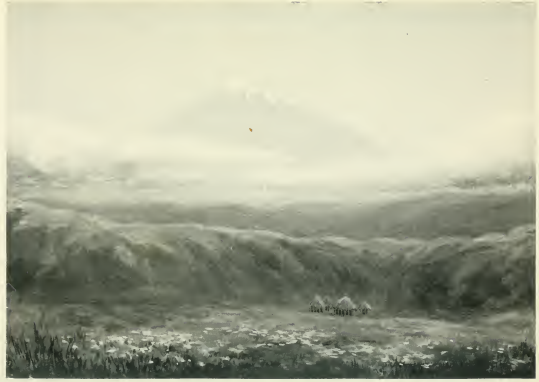
Croquis réalisé par Katherine Routledge du mont Kenya vu depuis le campement de Nyeri.

Le 11 décembre 1906, soit seulement quatre mois après leur mariage, Katherine et William partent en direction de Mombasa afin de rejoindre Nyeri. Ils projettent d'y vivre deux ans et organisent leur séjour sous forme d'expédition scientifique. En effet, Thomas Athol Joyce avait vivement encouragé William Scoresby à effectuer la collecte d'artéfacts Kikuyus pour le British Museum. Elle ne démontre pas d'intérêt envers ces artéfacts, cependant, lorsque William lui présente son contact Kikuyu, elle dévoile des talents d'ethnographe et se découvre une passion pour ce sujet.
Après une période d'entrainement à la tenue d'un campement composé de tentes, une première pour Katherine, le couple se rend finalement à Nyeri. Cette ville fourmille à l'époque de communautés diverses : chasseurs de trophées, Africains en quête de travail et commerçants indiens. Les paysages de la région et en particulier le mont Kenya l'émerveillent et lui donnent l'impression que « la sensation de paix, d'espace et de liberté parvient, de façon mystérieuse, à trouver son chemin en chacun ».

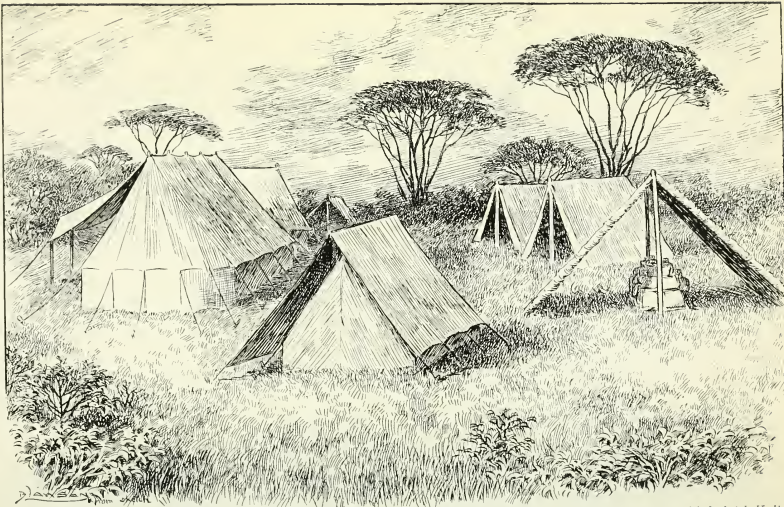
Croquis réalisé par Katherine Routledge de leur campement à proximité de Nyeri.

La manière d'appréhender cette expédition révèle ses compétences anthropologiques lors des interactions avec les tribus locales. Elle s'intègre aux activités et n'hésite pas à élever des chèvres ou faire du travail agricole. Cette vie, à la frontière des colonies britanniques, les amène à vivre directement aux côtés des Kikuyus. Elle accompagne les jeunes femmes afin de les aider aux plantations, ce qui lui permet de briser de nombreuses barrières culturelles. Les Kikuyus l'autorisent par exemple à observer certaines pratiques rituelles, notamment celle de la circoncision.
Tandis que William Routledge se concentre sur les artefacts et les savoir-faire locaux, notamment en matière de métallurgie, Katherine Routledge perfectionne ses compétences ethnographiques en observant l'organisation sociale et en échangeant avec les femmes. Elle est en mesure de dessiner les fondements d'une organisation politique tribale,,.

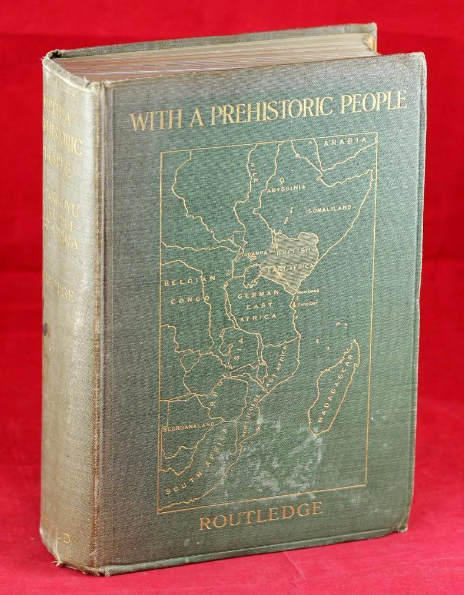
Couverture de With A Prehistoric People.

Cependant, le climat politique au sein du district de Nyeri est tendu à cause de l'affaire Silberrad, du nom du commissaire de district, qui mêle prostitution enfantine et trafic humain. L'incident se produit en 1908, et Katherine accompagne les actions et dénonciations de William. Elle intervient même directement au domicile d'Hubert Silberrad afin d'aider plusieurs filles de douze et treize ans à s'échapper. L'affaire sera portée au Parlement du Royaume-Uni.
Au printemps 1908, le couple revient à Londres et participe à des congrès et conférences pour exposer le fruit de ses recherches. Ce travail de récolte est ensuite transféré au British Museum et au Pitt Rivers Museum. En 1910, ils publient conjointement un livre sur leurs recherches intitulé With A Prehistoric People,. L'accueil de cette publication est très bon et souligne l'importance de la documentation des traditions orales. De plus, la présentation des auteurs dans le livre met particulièrement en valeur les actions individuelles de chacun au sein du couple, valorisant les contributions effectuées par Katherine Routledge. Cependant, la qualité scientifique de l'ouvrage reste limitée par l'absence d'expérience ou de formation anthropologique au sein du couple. Certaines critiques pointent notamment les méconnaissances des auteurs sur des sujets abordés dans le livre tel que l'exogamie ou le totémisme.

### Expédition vers Rapa Nui

#### Préparatifs

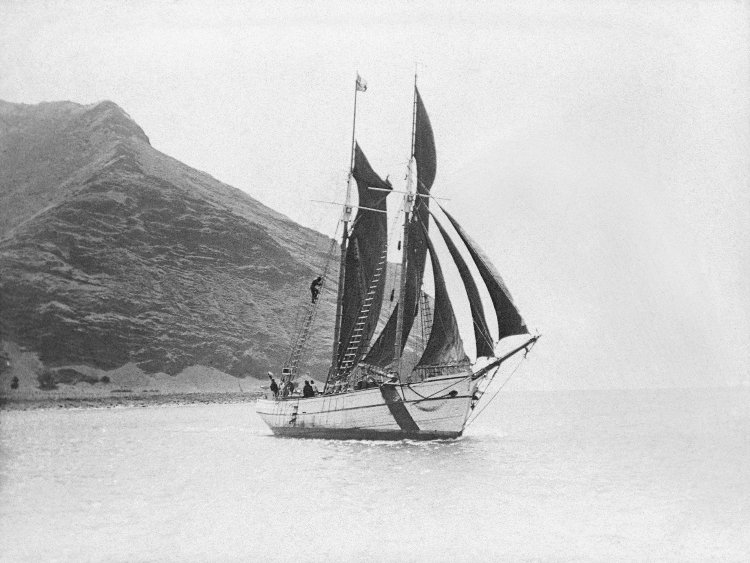
Le Mana à l'île de Pâques, 1914.

À leur retour en Angleterre, le couple s'installe près de Southampton et fréquente plusieurs personnalités du British Museum comme Thomas Athol Joyce, conservateur. Celui-ci persuade d’abord William Scoresby de l’intérêt d’une expédition vers Rapa Nui (nom rapanui de l'île de Pâques) pour tenter de percer le mystère de l’écriture rongorongo. Ce dernier recherche une aventure médiatisée et se laisse convaincre par l'idée d'amener un moaï. Katherine Routledge se montre également enthousiaste après avoir découvert la statue Hoa Hakananai'a exposée au British Museum. Le couple est décidé à mener cette expédition et commence à en dessiner les grandes lignes en posant quatre questions :

« Quel est le peuple à l'origine du premier peuplement de l'île ? D'où vient-il et de quand date son arrivée ? Que signifient les statues ? De quelle manière ces statues sont-elles reliées aux habitants de l'île ? »

Elle excelle dans les nombreuses démarches administratives relatives à l'organisation d'une expédition scientifique internationale. Elle sollicite le soutien de nombreux contacts et parvient à obtenir des fonds ainsi que le soutien de l'université d'Oxford grâce à son ancien professeur Robert Ranulph Marett. Elle n'hésite pas à se rendre à Londres au sein des locaux du Ladies Empire Club ou de la Royal Geographical Society, pour obtenir d'autres soutiens ou faire l'acquisition d'ouvrages de référence à emporter durant le voyage. La British Association for the Advancement of Science marque également son soutien. Les études préliminaires des ouvrages relatifs à l'île de Pâques ne lui permettent pas de déterminer exactement l'ampleur des recherches à effectuer.
Les données maritimes lui permettent de préparer convenablement le voyage à effectuer, ainsi que les zones dangereuses à éviter. Cependant, son enquête sur les coutumes, les arts et langages océaniens ne lui permet pas d'en apprendre plus sur les habitants de l'île de Pâques. En effet, après avoir consulté l'ensemble des rapports allant des premiers missionnaires chrétiens de Tahiti et d'Hawai en 1722 jusqu'à l'expédition espagnole de Felipe González de Ahedo, elle n'obtient que des informations parcellaires. Pourtant, les Pascuans font face à plusieurs périodes de violences provoquées par les Européens comme en 1805 lorsque les premières captures d'esclaves se produisent. Durant l'époque guano, des navires esclavagistes accostent sur l'île. Entre 1862 et 1863, entre vingt et trente navires kidnappent environ 1 500 habitants afin qu'ils rejoignent les excavations de guano. Cependant, elle ne peut pas avoir connaissance de ces aspects sordides de la colonisation qui se retrouvent dans des rapports en français, auxquels elle n'accède qu'en 1917.
Après avoir envisagé l'achat d'une sloop, le couple décide de faire construire son propre navire et de recruter un équipage ainsi qu'un officier provisoirement recruté au sein de la Royal Navy. En 1911, malgré l'objection de ses proches, Katherine Routledge utilise ses propres fonds pour une goélette de 90 m. Charles Nicholson, architecte de marine, prend en charge le projet. Le chantier prend du retard à cause de l'obsession de William pour certains détails. À la suite du naufrage du Titanic survenu en avril 1912, l'ensemble de la coque est renforcé par précaution. Enfin, à la fin du mois de mai 1912, le navire est prêt à être mis à l'eau. Ils le baptisent Mana (en polynésien, mana signifie « pouvoir spirituel »), et le mot donne son nom à l'expédition.

#### Trajet

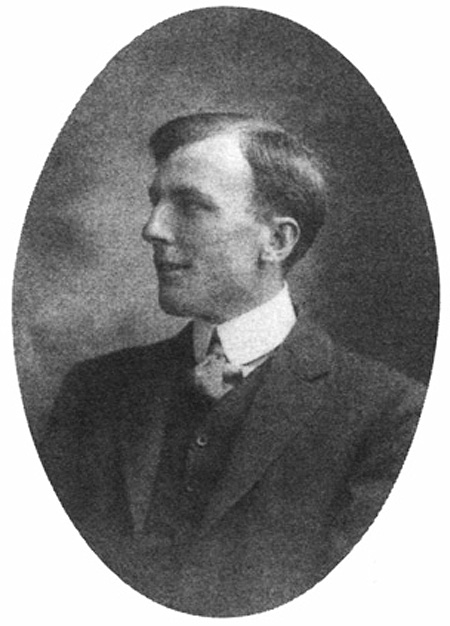
Osbert Guy Stanhope Crawford, archéologue et seul scientifique de l'expédition Mana. Il la quitte pour désaccord avec William Scoresby et qualifie l'expédition de fiasco archéologique.

Après plusieurs mois d'attente, le Mana quitte Falmouth le 25 mars 1913. Katherine Routledge est la seule femme parmi les dix membres d'équipage. Le voyage est rapidement troublé par des tensions. Passé Gibraltar, William prend des décisions qui déplaisent aux marins. Lors d’une escale aux îles Canaries, elle vérifie minutieusement la qualité des approvisionnements en légumes frais, provoquant la colère d'O. G. S. Crawford, seul scientifique de l’expédition. Il accuse le couple d'« avarice déplorable » et considère William Scoresby comme un imposteur. En conséquence, la tension augmente sur le trajet vers le Cap-Vert, malgré les tentatives de médiation de Katherine, qui ne veut pas voir le seul scientifique partir. À São Vicente, son mari ordonne à Crawford de quitter le navire.
L'avenir de l'expédition est compromis et elle profite d'une escale pour envoyer un courrier à son mentor R. R. Marett afin qu’il leur envoie un scientifique remplaçant. Il lui répond qu'elle est parfaitement à même de prendre en charge la mission scientifique de l'expédition. L'animosité entre William et Crawford déteint sur elle par la suite. Elle ne cite jamais son travail tandis que ce dernier qualifie l'expédition Mana de « fiasco archéologique ».
Le 17 août 1913, le Mana accoste au port de Buenos Aires, et elle s'absente en ville pour effectuer différents achats. William profite de cette absence pour organiser une conférence de presse sur le bateau. Elle le découvre en lisant les gros titres des journaux locaux, qui ne mettent en avant que son mari, sans aucune mention d’elle-même. Piquée dans sa fierté, elle se sent profondément insultée. Elle se confronte à son mari à ce sujet et l'accuse des nombreux problèmes au sein de l'équipage, mettant en péril le succès de l'expédition. Ils parviennent à mettre de côté leurs différends et dépassent le détroit de Magellan le 15 octobre 1913. Une avarie force le Mana à s'arrêter à Punta Arenas afin d'y effectuer des réparations. Katherine profite de cet arrêt pour prendre des leçons d'espagnol. Cet arrêt provoque le départ de plusieurs membres d'équipage.
Le 30 novembre 1913, l'équipage réduit reprend le trajet et, naviguant vers un îlot nommé Lobo Arm dans l'île Desolación, découvre une nouvelle voie maritime pour traverser la zone. Aujourd'hui encore, cette voie porte le nom de canal Mana,. L'expédition prend encore de nombreux retards et son équipage continue de diminuer. L'abandon de l'expédition n'est toutefois pas envisagé.
Elle tient un journal de bord de l'expédition et de l'ensemble des découvertes qui ne sera exploité qu'après 1987. Avant son départ, elle se renseigne auprès de Robert Ranulph Marett sur les méthodes à employer pour les excavations. En effet, elle n'a aucune formation en archéologie.

#### Rapa Nui

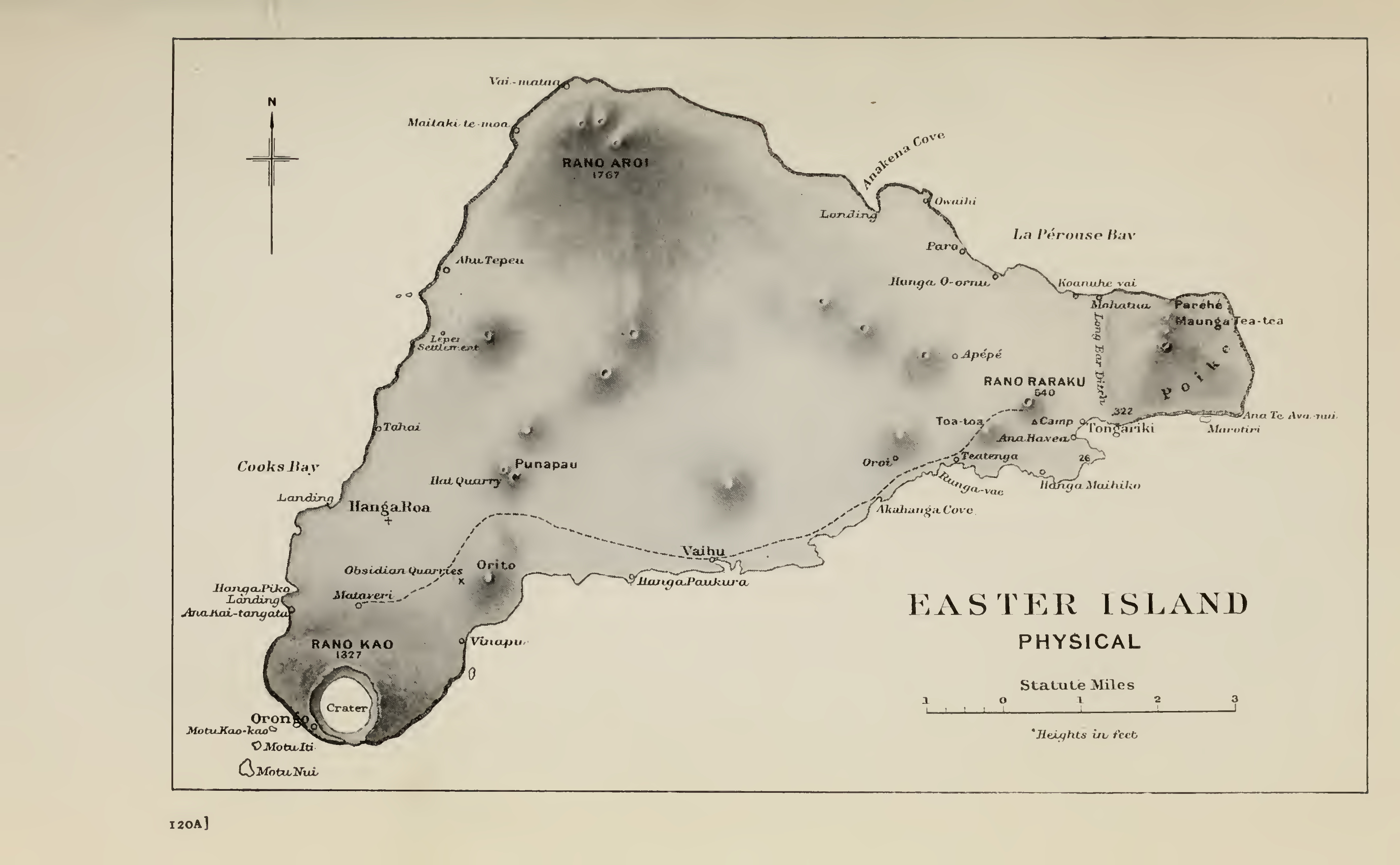
Carte de l'île de Pâques réalisée par Katherine Routledge.

Le 29 mars 1914,, le Mana atteint l'île de Pâques. Dès son arrivée, il est abordé avec enthousiasme par quelques pêcheurs pascuans. Katherine Routledge joint leur contact local, Percy Edmunds. En quelques lignes, elle évoque son ressenti en découvrant cette île :

« Les géants de pierre, et les morts fidèles sur lesquels ils veillent, ne sont jamais sans musique tandis que d'innombrables vagues se jettent sur le rivage de galets, répandant sur les personnages un nuage de brume et d'embruns. »

La situation sur l'île est alors tendue et la population Rapa Nui ne s'élève plus qu'à 250 habitants, confinés à Hanga Roa, soumis à des dettes esclavagistes par les entreprises du Chili. Il ne reste que quelques personnes âgées atteintes de la lèpre susceptibles de connaître son histoire. La pression exercée par l'entreprise coloniale est importante et aucun membre de l'équipage du Mana n'est préparé à gérer cette situation politique. En effet, le conditionnement restrictif des Pascuans au village d'Hanga Roa leur interdit d'en sortir sans autorisation, ce qui ne leur permet plus de pratiquer leurs cultes et rituels dans les nombreux sites répartis sur l'île qui est réservée à l'exploitation économique par la Williamson-Balfour Company.
Dès le début de son expédition, le couple se concentre sur l'observation des emplacements des moaï. Afin de compléter convenablement ses plans, elle interroge son premier guide sur les différentes dénominations en rapanui, mais ce dernier n'est pas originaire de l'île et n'en a pas connaissance. Elle conclut que ses recherches archéologiques doivent être accompagnées d'un guide pascuan et commence à entrer en contact avec les habitants de Hanga Roa afin de gagner leur confiance, comme elle y était parvenue en Afrique avec les Kikuyus.

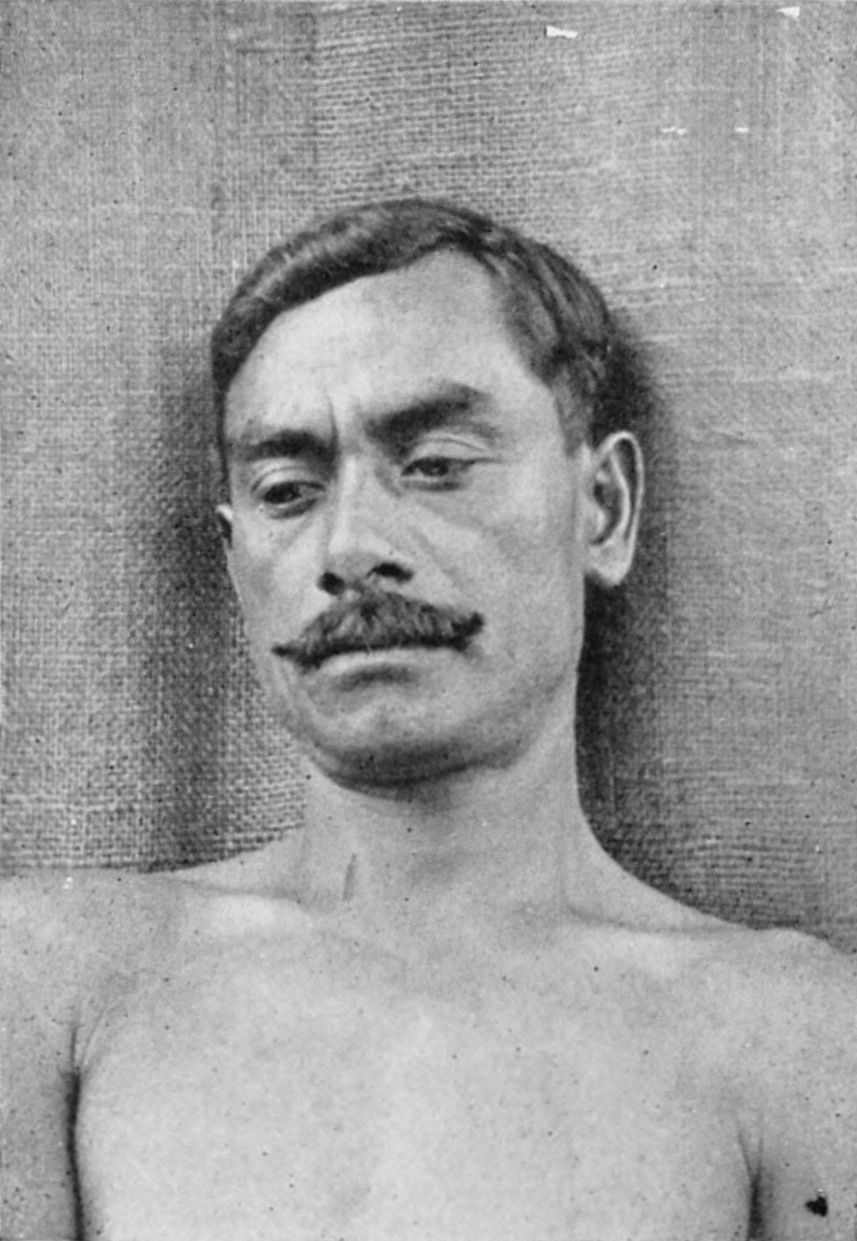
Juan Tépano. La photo a peut-être été prise par Katherine Routledge.

Katherine Routledge se concentre alors sur la préservation de cette mémoire vivante avec l'aide d'un insulaire nommé Juan Tepano,. Cet homme fait le pont entre les Européens de l'expédition, installés aux abords de la ferme Mataveri, et les Pascuans confinés à Hanga Roa. Il ne sait rien des raisons de leur présence. Elle l'aide à améliorer son anglais, et il lui apprend le rapanui. Afin de maximiser la récolte d'informations, ils développent à deux une forme d'échange mutuel entre les dires des habitants et les découvertes de Katherine durant son séjour. Elle présente dès lors tout document à Juan Tepano et l'investit directement dans ses recherches afin qu'il puisse les restituer. De son côté, Juan lui transmet ses connaissances et lui permet de retracer les prémices de la généalogie royale puisqu'il est l'un des trois derniers Pascuans à avoir côtoyé le dernier ariki (roi), Riro Kainga.
Katherine Routledge souligne que le véritable succès de l'expédition ne réside pas dans ses observations, mais probablement plus dans « l'intelligence d'un seul individu connu sous le nom de Juan Tepano ».
Cette proximité ne tarde pas à faire naître la rumeur d'une liaison entre Katherine et Tepano, incluant des faveurs sexuelles. L'analyse des documents légués par l'anthropologue permet de repérer que Tepano travaille à plusieurs occasions sans percevoir de salaire, ce qui suggèrant qu'il perçoit une autre forme de rémunération. Il pouvait s'agir de bénéfices commerciaux, de privilèges particuliers ou tout simplement de donation du salaire directement à sa mère ou sa femme. Rien ne laisse toutefois supposer, dans l'importante correspondance de Katherine, l'existence d'une relation sexuelle avec Juan Tepano,.

#### Travaux scientifiques

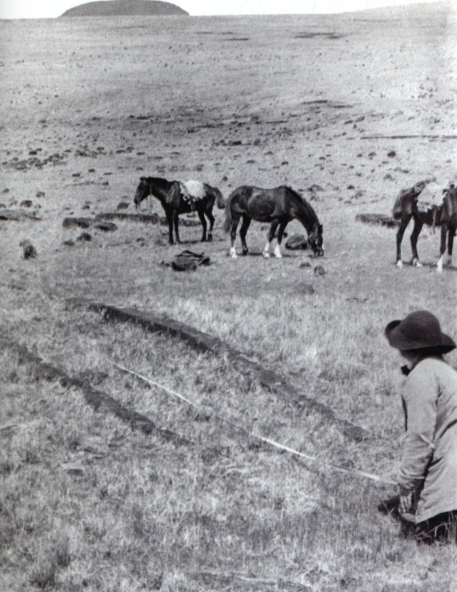
Seule photographie connue sur laquelle on peut voir Katherine Routledge en train de prendre les mesures des fondations d'une Hare Paenga.

Sur le site d'Orongo, elle parvient à classifier les différents pétroglyphes et met au jour une centaine de sculptures en pierre représentant ce qu'elle appelle d'abord « des canards ». Ces effigies représentent en réalité le Tangata manu, dont elle découvre et décrit le mythe ensuite. Elle tente également d'identifier parmi les différentes maisons-canoës (Hare Paenga) du site celle qui est liée à Hoa Hakananai'a. Cependant, sa compréhension reste fragmentaire jusqu'à ce qu'elle rencontre Victoria Veriamu, la mère de Juan Tepano.
Cette dernière vivait lorsque la statue d'Hoa Hakananai'a a été extraite d'Orongo. Son témoignage permet de confirmer que les Anglais ont d'abord détruit la maison-canoë de pierre dans laquelle se trouvait la statue avant de l'en extirper. Ce geste avait marqué les habitants, expliquant leur réticence initiale à aider Katherine dans ses recherches sur le site. Grâce à ce témoignage, elle appuie son hypothèse contraire à l'idée selon laquelle toutes les statues moaï sont dressées à même le sol. Après cela, elle apporte une photographie de Hoa Hakananai'a jusque dans la maison-canoë qui lui est attribuée afin de le restituer symboliquement. Ce geste lui permet de gagner le respect des rapanui.

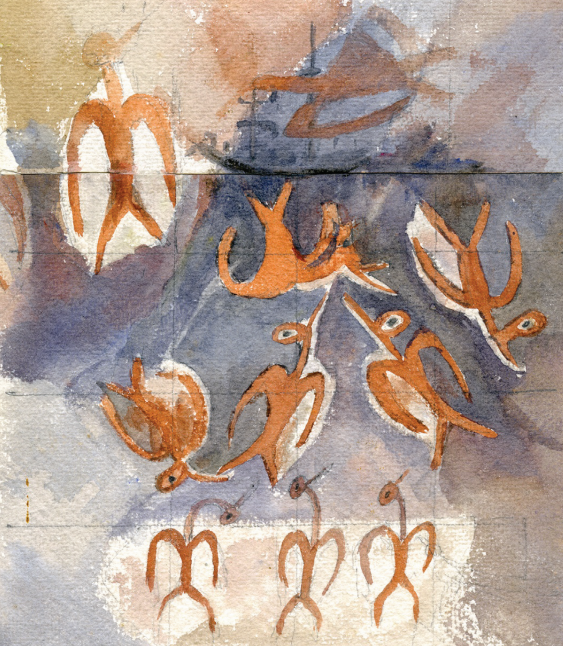
Aquarelle réalisée par Katherine Routledge des peintures rupestres observées lors de son expédition en 1915.

Elle interroge les habitants de Hanga Roa sur les moaï et les ahu (socle) sur lesquels ces statues étaient autrefois érigées. Elle rend également visite aux anciens de la léproserie au nord de Hanga Roa pour enregistrer différentes légendes et histoires orales,. Ceux-ci lui expliquent les rituels d’initiation des filles et garçons, qui jouent un rôle dans l’organisation des rangs sociaux. Chacun de ces rites partait depuis le site d'Orongo, et précisément depuis le moaï Hoa Hakananai'a. Ces rites cessent lorsque la statue est emportée par les Anglais. Par contre, elle ne fait aucune avancée dans le déchiffrement des rongo-rongo. Elle est partisane de la théorie selon laquelle ces tablettes forment une sorte d'aide mémorielle pour la restitution des chants que les habitants mémorisent de façon syllabique. Mais ses interlocuteurs sont trop âgés et ne parviennent pas à lui transmettre de connaissances.
Ses liens avec les Rapa Nui s'améliorent considérablement lorsque William Scoresby doit partir au Chili en décembre 1914. En effet, elle renforce sa collaboration avec Juan Tepano, qui la met en relation avec l'ensemble des Rapa Nui. Leurs témoignages permettent d'affiner la compréhension de la culture locale menacée d'extinction,. Elle parvient également à identifier les liens généalogiques qui relient ces différentes familles et remontent à plusieurs clans. Cependant, ces témoignages s'accompagnent de contreparties, si bien que Katherine Routledge réalise qu'avec le temps plusieurs anciens se contentent de dire ce qu'elle veut entendre afin de recevoir leur part de la rémunération prévue. Elle retranscrit notamment des récits de cannibalisme ainsi que la compréhension, par les locaux, que des enjeux écologiques sont à l'origine du culte de Tangata Manu. Elle se rend fréquemment à la caverne de Ana Kai Tangata, dont le site est associé aux prétendus actes de cannibalisme. Elle y découvre de nombreuses peintures rupestres, qu'elle reproduit dans ses croquis.

#### Soulèvement local

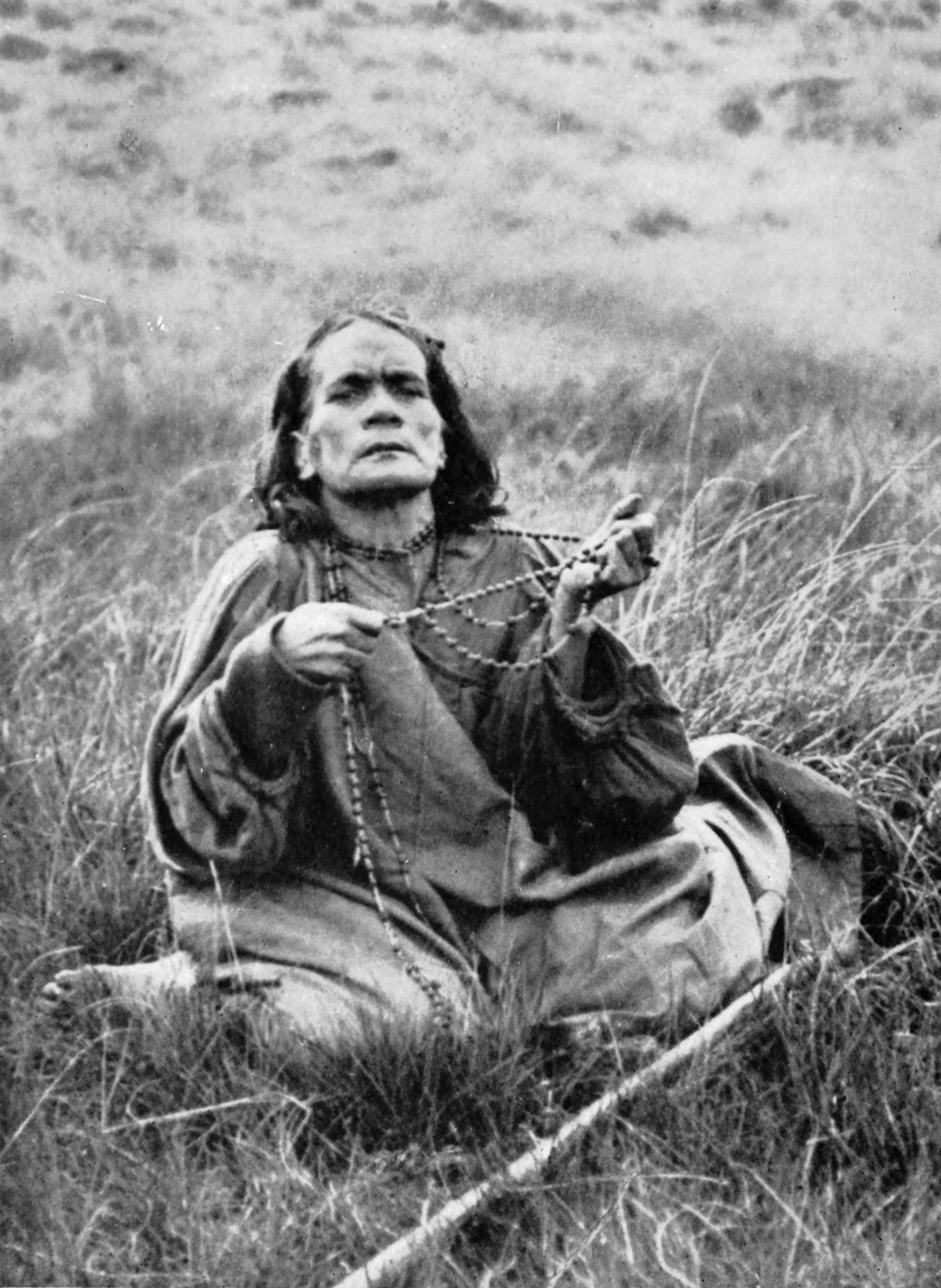
Angata, photographie prise par Katherine Routledge lors d'une de ses visions.

La situation sur l'île s'aggrave et les tensions augmentent. Angata, une cheffe religieuse locale, pousse les habitants d'Hanga Roa à se rebeller afin de gagner l'indépendance du Chili et de l'entreprise coloniale Williamson-Balfour Company qui occupe la majorité des terres et force les populations Rapa Nui à l'isolement. Cette tension menace l'expédition et les Européens installés sur l'île, qui se divisent en trois factions : la première considère l'usage des armes à feu inévitable, la seconde n'y est favorable qu'en cas d'extrême nécessité, la dernière estime que tout usage d'arme est à proscrire. Katherine Routledge se trouve dans cette troisième catégorie. Elle n'hésite pas à quitter le camp, malgré les menaces, afin de continuer à se concentrer sur ses activités scientifiques à Orongo ainsi que dans la léproserie. Elle est même témoin d'une transe prophétique d'Angata. Finalement, lorsqu'il est demandé à l'expédition de prendre position dans ce conflit, elle accepte de se ranger à la décision de son mari :

« Aucun membre [de l'expédition] ne prendra partie à une tuerie de natifs dans l'objectif de protéger le bétail [de l'entreprise coloniale], si cependant la sécurité de Mr. Edmunds est en danger ils peuvent lui porter assistance. »

Cette prise de position, neutre, est perçue favorablement par les habitants de l'île. Katherine Routledge reçoit, le 18 juillet 1914, une offrande venant d'Angata, qui l'invite à la rencontrer. Elle tente de dissuader la « prophétesse », comme elle l'appelait, ainsi que son peuple, de poursuivre leurs raids et de tuer le bétail de l'île. Elle essaie d'aider Angata à réinterpréter certaines visions, considérant que « Dieu ne souhaiterait pas que des hommes s'entretuent ». Malheureusement, la compréhension reste complexe en l'absence d'une maîtrise de la langue locale. Angata accepte toutefois et indique que personne ne sera tué. La rencontre avec la prophétesse l'impressionne fortement, si bien que sa famille considère plus tard que ses problèmes mentaux sont causés par la « sorcière de l'île de Pâques ».

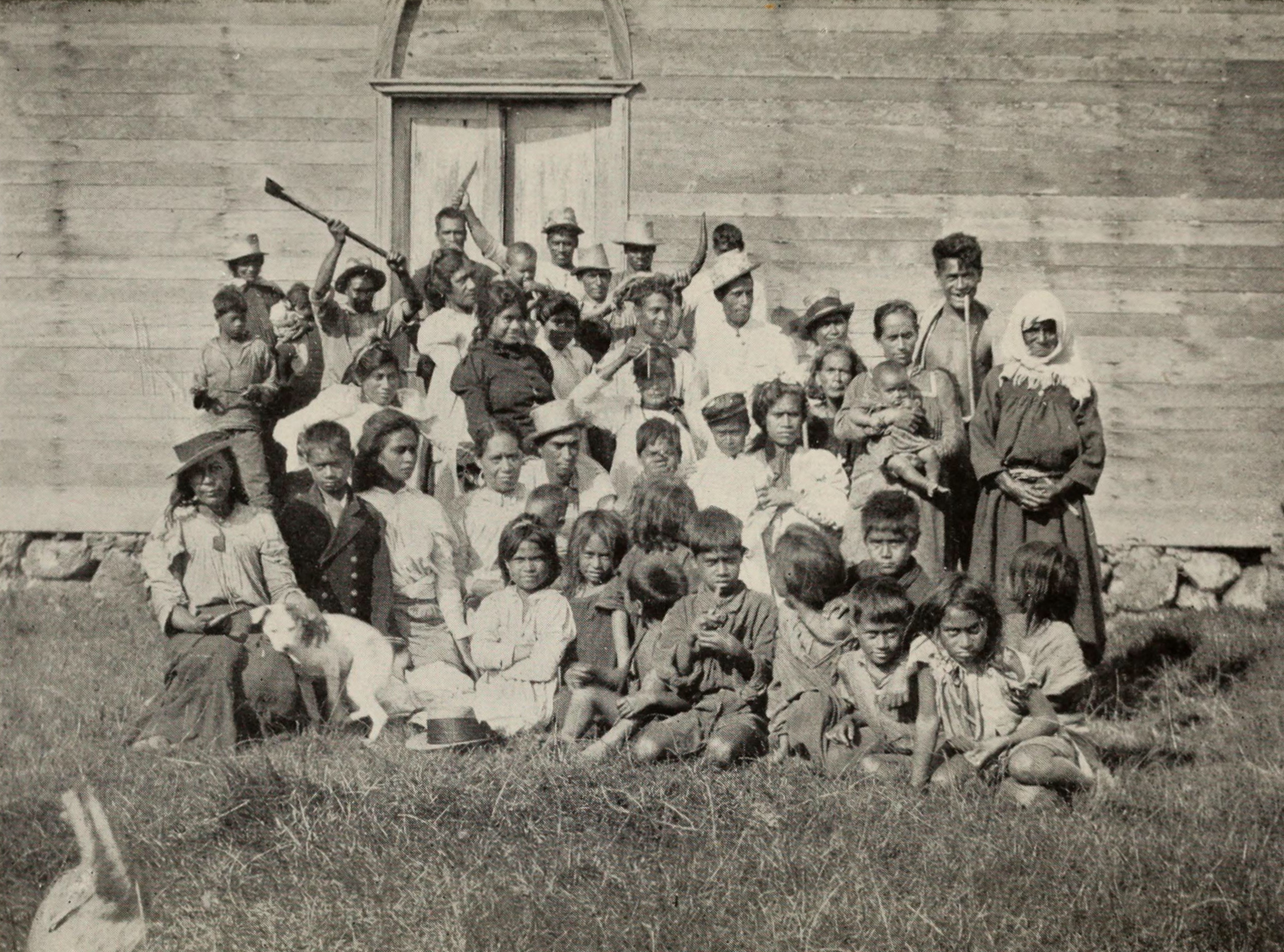
Groupe d'habitants devant la porte d'une église, illustration de l'ouvrage de Katherine Routledge, The Mystery of Easter Island, 1919.

Malgré cela, elle soutient le désir d'indépendance des Rapa nui et leur fournit une de ses robes afin qu'ils puissent fabriquer leur drapeau tricolore à afficher à l'arrivée de la marine chilienne. De plus, en continuant ses travaux aux côtés de Tepano, elle prend conscience d'une dimension humaine profonde qui est à la base de ce mouvement d'indépendance. Les anciens de l'île, encore très connectés aux traditions et rituels de l'île, lui font part des deux principales familles Rapanui : les Tongariki et les Rano Raraku. Tepano descend de la première par sa mère et de la seconde par son père. Mais les marchands chiliens l'ont forcé à travailler pour eux très jeune, l'empêchant de passer son rituel d'initiation et devenir un héritier légitime. C'est par cette méthode que la compagnie locale parvenait à s'accaparer les territoires des différentes familles, en leur retirant tout héritier.

#### Conséquences de la Première Guerre mondiale
Le 5 août 1914, la situation est au sommet de sa tension. Les Rapanui envisagent de faire un raid au camp de Mataveri lorsqu'ils apprennent l'arrivée du navire chilien, le Baquedano. Katherine Routledge se rend à bord et apprend du commandant en second le déclenchement de la Première Guerre mondiale. Le navire transportait des vêtements et denrées pour les Rapa Nui et elle se porte volontaire pour les leur apporter dans l'espoir d'endiguer la tension. En peu de temps, les principaux membres de l'équipage débarquent à Mataveri et Katherine se rend à Hanga Roa pour effectuer la distribution ; cependant, la situation y dégénère avant son arrivée et plusieurs Rapa Nui sont faits prisonniers.

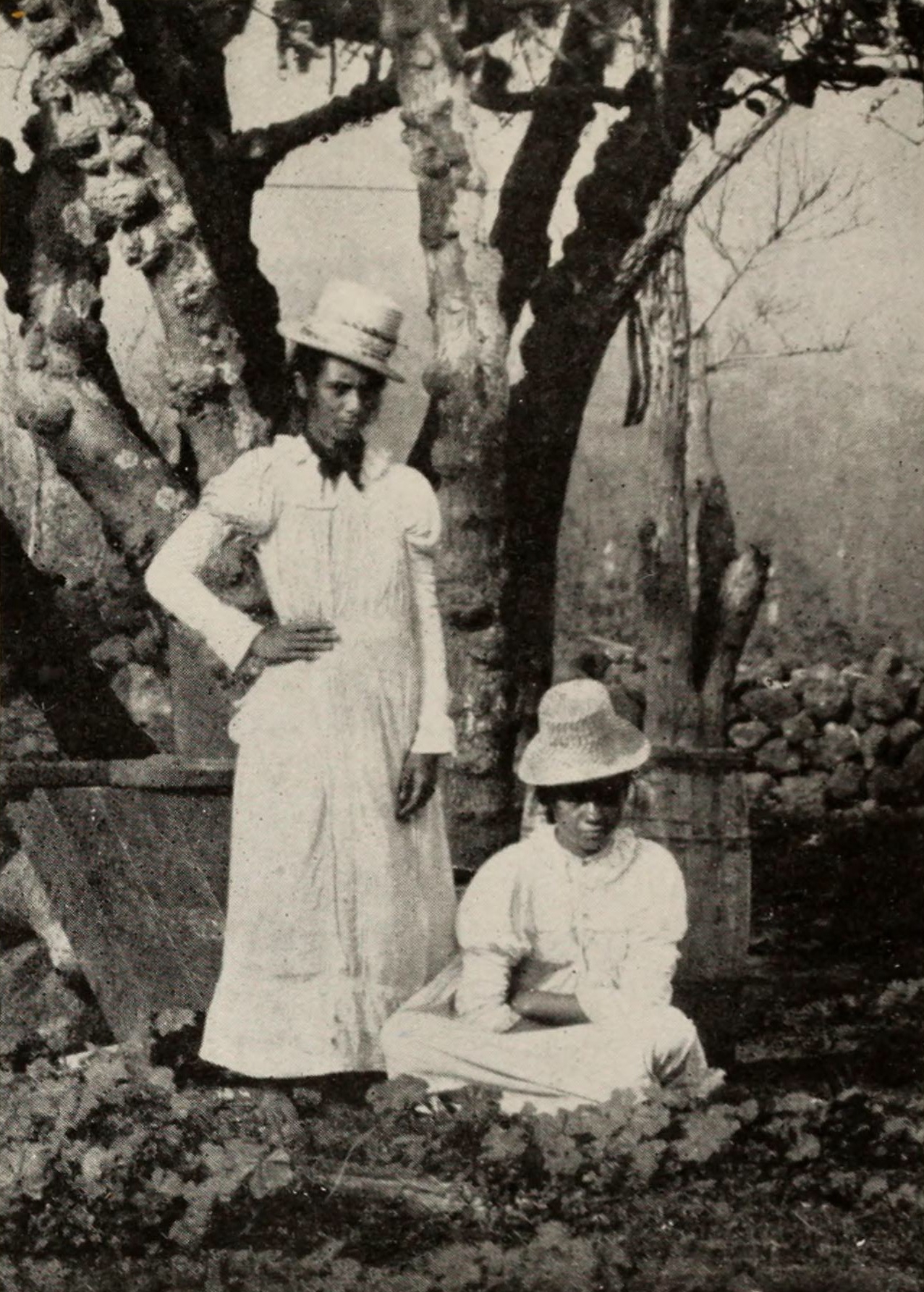
Deux femmes de l'île de Pâques dans le village d'Hanga Roa portant les robes offertes par Katherine en échange du témoignage des habitants.

Après quelques jours d'interrogatoires des Pascuans, le commandant chilien admet son inquiétude de ne pas pouvoir garantir la sécurité de l'expédition Mana lorsque son navire quittera l'île. Le couple Routledge envisage de mettre fin à l'aventure. Le 14 août 1914, elle se rend une dernière fois à Hanga Roa afin de faire ses adieux aux habitants. En quelques jours, les travaux et les équipements sont empaquetés et ramenés au sein du Mana, qui quitte son estuaire le 23 août afin de rejoindre un nouveau camp à Hotu-iti.
Le couple Routledge envisage de faire durer leur campement d'Hotu-iti ; cependant, les conditions sont très mauvaises et une épidémie de grippe, contractée à la suite du passage du Baquedano, contamine de nombreux habitants et les membres de l'équipage. Malgré l'attention à la décontamination des vêtements par Katherine, celle-ci finit par tomber malade à son tour en septembre. En octobre, la situation devient d'autant plus incertaine que plusieurs navires militaires allemands, commandés par Maximilian von Spee, accostent. Elle demande à l'ensemble des membres de l'expédition de recouvrir les différentes statues déterrées et le plus de découvertes possible afin que les Allemands n'aient pas l'opportunité de tirer profit de photographies faites sur place,. Cependant, la flotte militaire repart dès le 18 octobre 1914, quelques jours seulement après leur arrivée et se rend au nord vers où se tient la Bataille de Coronel le 1er novembre 1914. Le conflit provoque des retards dans les différents passages du Mana chargé d'approvisionner l'expédition depuis Valparaiso, et les époux Routledge sont même suspectés d'espionnage.
Cependant, malgré les allées et venues des navires allemands qui, selon Katherine, « bravent le traité de neutralité chilien et les lois internationales », celle-ci continue à mener l'expédition et les fouilles archéologiques. Les membres de l'expédition la laissent seule en charge entre le mois de décembre et le mois de mars, ce qui lui laisse le champ libre pour approfondir ses connaissances avec Juan Tepano. Elle s'interrompt en de rares occasions, comme lors des funérailles d'Angata le 29 janvier 1915. William Scoresby et l'équipage du Mana ne reviennent sur l'île qu'après le 15 mars 1915, retenus par les différents conflits ainsi que par une mission d'espionnage prise en charge par le capitaine du navire. La teneur des informations que fournissent William et son capitaine à la Royal Navy reste méconnue des chercheurs ; cependant, le navire est fréquemment réquisitionné pour faire part des déplacements allemands qui utilisent l'île de Pâques comme un point de ravitaillement.

#### Départ précipité
Dès le mois de mars 1915, William presse son épouse de mettre fin à l'expédition et d'effectuer le voyage de retour. Les notes de Katerine qui suivent sont erratiques et ne permettent pas de connaître le déroulement complet de ses activités : elle retourne à Orongo en compagnie de Tepano afin d'obtenir des observations sur les tatouages des anciens du village d'Hanga Roa qui sont similaires aux dessins visibles sur les parties enterrées des moaï. Elle échange avec les habitants de l'île la majorité de sa garde-robe contre des artéfacts. Au 16 juillet 1915, une importante quantité de caisses jonchent la plage afin d'être amenées à bord du Mana, mais le départ est reporté de quelques semaines à cause de conditions météorologiques complexes.
Le navire quitte finalement l'île le 13 août 1915 et arrive, via Pitcairn et San Francisco, à Southampton le 25 juin 1916. Cependant, l'expédition fait une halte importante à Papeete, à Tahiti, le 16 septembre 1915. La précipitation du départ n'avait pas permis à Katherine Routledge de consulter ses dernières lettres, et elle découvre alors le décès de sa mère survenu le 12 avril 1915,. Le séjour se prolonge dès lors, et la princesse Takau Pomare, fille de Pomare V, lui fait découvrir l'île. Grâce à cela, elle observe les ruines d'un marae ainsi qu'une colonie de descendants Rapa Nui évacués par John Brander trente ans auparavant. Toutefois, elle ne cherche pas à interagir avec eux. Selon l'analyse de Jo Anne Van Tilburg, elle est à ce moment-là dans une profonde instabilité émotionnelle.
Les époux quittent Tahiti le 8 octobre 1915 pour rejoindre Oahu le 11 novembre. Et bien que Katherine Routledge puisse découvrir l'art et l'architecture polynésiens, elle ne parvient pas à identifier de rapprochements avec ses observations sur l'île de Pâques. Le 28 novembre, ils quittent Honolulu pour rejoindre San Francisco. De là, le couple envisage de traverser les États-Unis pour rejoindre New York afin d'y vendre le Mana, plutôt que de prendre le risque de traverser l'océan Atlantique infesté de Unterseeboots. Finalement, Katherine fait le trajet de retour seule et William effectue le trajet à bord du Mana. Katherine parvient à Liverpool le 6 février 1916. Elle apprend deux semaines plus tard que le Mana avait traversé le canal de Panama et que son mari avait finalement décidé de ne pas vendre la goélette afin d'effectuer la traversée. Il y parvient sans encombre et accoste à Southampton le 25 juin 1916.

#### Retombées de l'expédition
Katherine et William Routledge s'accordent sur l'importance de produire une publication et de faire part de l'histoire de l'expédition. Ils fournissent chacun un article illustré. Katherine titre le sien « Recent Culture on Easter Island and Its Relation to Past History » et William titre le sien « Megalithic Remains on Easter Island ». Le couple s'accorde ensuite pour que la rédaction de l'ouvrage principal soit effectuée par Katherine et qu'il soit signé par ses soins. Cependant, la Royal Geographical Society n'a jamais accepté de femme en tant qu'unique rédactrice et annonce dès lors que l'ouvrage sera signé par « Mr. and Mrs. Routledge ». Dès cet instant, Katherine se contente de signer « Routledge » dans ses correspondances avec la Society afin qu'ils ne puissent pas déterminer qui de William ou de Katherine leur écrit.
Alors que l'ouvrage est proche de sa publication, la Royal Geographical Society indique que Katherine Routledge pourra assister à la conférence de présentation présidée par son mari. Cette décision contrevient directement à l'accord prévu entre eux, ainsi qu'avec la Society, William fait part de son mécontentement et de son soutien à l'adresse de sa femme :

« J'apprends de ma femme que j'ai échoué à exprimer clairement mes souhaits lors de notre dernière entrevue. Ce que je voulais que vous compreniez était ceci : 1. Que Mme Routledge s'adressera à la Society sur le sujet de l'île de Pâques et non moi. 2. Que je souhaite prendre la parole pendant 3 à 5 minutes avant qu'elle ne commence son discours et après l'introduction du président. »

Le 20 novembre 1916, elle fait face à une audience majoritairement masculine à laquelle elle fait part du récit de l'expédition. Elle évoque Angata et son influence sur la communauté, les nombreux moaï identifiés ainsi que les dommages qu'ils ont subis, les nombreuses destructions provoquées par l'exploitation économique du ranch de la Williamson-Balfour Company, les découvertes archéologiques et anthropologiques effectuées. Cette présentation a un écho important dans la presse et lui donne une importante popularité.
Le 16 mai 1917, elle s'exprime lors d'un meeting de la Folklore Society concernant la culture des Rapanui. Elle y publie, le 31 décembre 1917, The Bird Cult of Easter Island et y dépeint le culte de Tangata manu. En 1919, la première version de The Mystery of Easter Island est publié. Mais après les retours de plusieurs lecteurs, une réédition « plus scientifique » est également annoncée,. Début 1920, le succès force l'éditeur à relancer les impressions. Dès sa première édition, elle présente quelques réponses aux questions initialement posées lors du lancement de l'expédition, donnant lieu au récit de base des origines du peuple Rapa Nui, toujours accepté aujourd'hui.

### Retour à Tahiti

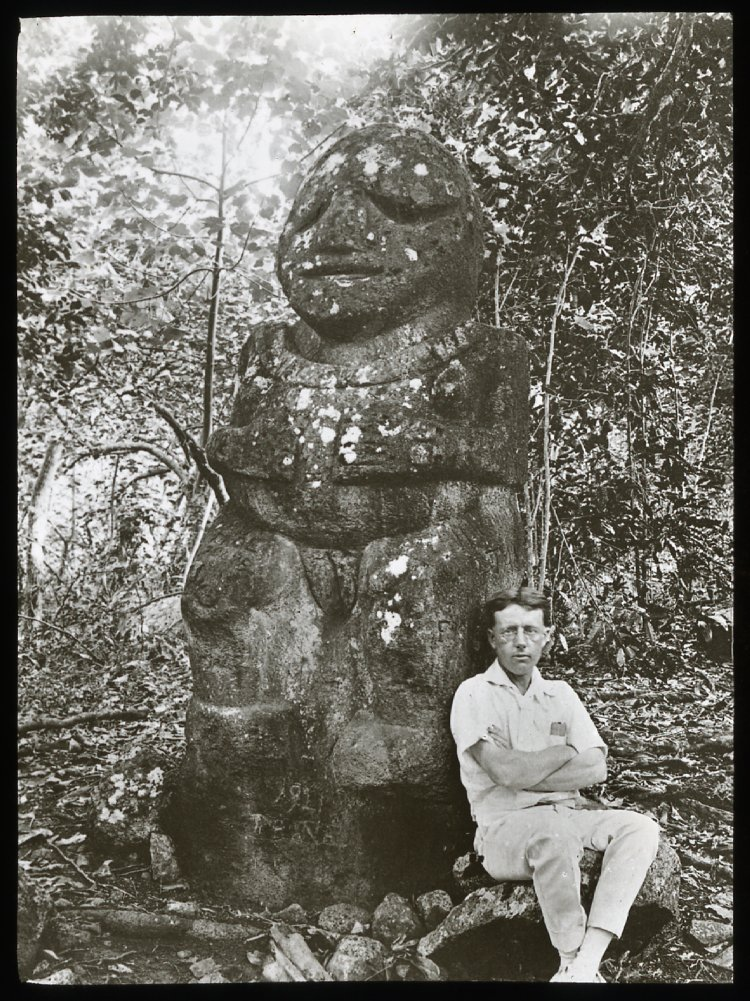
Statue en basalte sur l'île de Raivavae.

Dès juillet 1920, Katherine et William Routledge décident de retourner dans le Pacifique depuis la Jamaïque - permettant à William d'obtenir les photos et cartes pour prouver sa traversée des monts John Crow. Pour elle, l'objectif est d'identifier les liens entre l'île de Pâques et les îles polynésiennes. Ils obtiennent cette fois encore le soutien de la Royal Geographical Society et prévoient plusieurs destinations : Rapa, Mangareva, Gambier. Selon Jo Anne Van Tilburg, cette nouvelle expédition est une probable échappatoire pour Katherine dont l'état mental se dégrade depuis son retour en Angleterre.
Le couple Routledge arrive à Tahiti le 4 juillet 1921 et passe plusieurs semaines sur l'île de Moorea où ils étudient un marae et deux ti'i (petites effigies en pierre). Leurs photographies et mesures ne leur permettent de faire aucun lien avec les observations effectuées sur l'île de Pâques. Ultérieurement, Katherine indique qu'ils n'avaient pas encore les « yeux aiguisés » car ils étaient restés éloignés trop longtemps de la recherche de terrain. Ils continuent leurs observations au sein de plusieurs autres îles que prévu comme Tubuai et Raivavae.
Cependant, lors de leur passage à Mangareva, elle reçoit une copie manuscrite de la tradition orale de l'île récoltée par Honoré Laval. Elle en fait l'étude à partir de leur départ de l'île et y apprend que la population de Mangareva se dit originale d'Haeva, tout comme les Rapanui. De plus, les intellectuels Mangareva évoquent un chant utilisé durant les rituels et appelé rogorogo, phonétiquement très proche du rongorongo mystérieux de l'île de Pâques. Elle note plusieurs autres similarités culturelles dans les croyances des deux peuples ainsi que dans les généalogies royales remontant notamment à un chef nommé Atu-motua, rappelant le fameux Hotu Matu'a des légendes rapanui. Malheureusement, les sites archéologiques de Mangareva sont pour la plupart détruits par Honoré Laval dans sa quête de christianisation. Sur l'atoll de Temoe, au sud-est, se trouve un marae épargné. Le couple Routledge est le premier à le documenter en détail et remarque une ressemblance entre les techniques de taille de la pierre des Rapanui et celles utilisées pour ce site sacré.
Le 28 mars 1923, au terme de leur expédition, ils arrivent à Sydney. La presse interroge Katherine Routledge au sujet de ses observations et elle leur indique que Mangareva est liée aux Rapanui et qu'il « sera nécessaire de visiter l'île de Pâques à nouveau » pour le démontrer. Sur le trajet de retour pour Londres, elle envisage d'approfondir ses recherches en Belgique afin d'étudier les originaux de Laval et préparer le voyage de retour vers l'île de Pâques. Cependant, seulement deux semaines après son retour à Londres, son frère Wilson meurt, ce qui la plonge dans une profonde détresse.

## Santé mentale
Au cours de sa petite enfance, Katherine développe ce que l'on considère aujourd'hui comme une schizophrénie paranoïaque. Cependant, elle parvient à mener des recherches anthropologiques sans aucun signe de cette maladie. Son frère, Harold Pease, souffre également de maladie mentale, même s'il n'est pas clair s'il souffrait également de schizophrénie. Cependant, la crise qu'il traverse en 1894 fait gravement décliner la santé mentale de sa sœur qui traverse plusieurs épisodes dépressifs accompagnés d'hallucinations auditives. Elle rejoint d'ailleurs son frère à l'hôpital de Charleton cette même année bien que la famille Pease en parle comme d'une visite de courtoisie. Les lettres et journaux de Katherine permettent de confirmer un séjour de quelques semaines.
Les découvertes de Jo Anne Van Tilburg lèvent le voile sur la réalité de la santé mentale de Katherine Routledge, atteinte de schizophrénie. Sur base d'une lettre suggérant une forme de censure, elle parvient à accéder à des documents privés de la famille remettant en cause la pertinence de son travail. « J'ai failli renoncer à sa biographie, craignant qu'elle ne discrédite son travail sur le terrain. Au lieu de cela, j'ai découvert qu'à Rapa Nui, Katherine entendait rarement ses « voix ». Ce fait me guide dans l'utilisation de ses notes de terrain dans mon propre travail et devrait encourager d'autres chercheurs ».
La mort de son frère Wilson la plonge dans un deuil extrême et la propulse dans un état mental chaotique. Son retour à Londres porte deux visages, celui de l'archéologue à succès et celui de la sœur endeuillée et profondément meurtrie. C'est à partir de ce moment que le couple commence à vivre séparément et cet isolement met au jour la pathologie mentale latente. Tout en prétendant travailler sur sa future publication scientifique, Katherine Routledge voit sa santé mentale décliner, comme en décembre 1926 lorsqu'elle prétend entendre les voix et voir les fantômes d'anciens membres de la famille Pease. Cette obsession pour les voix croît fortement d'année en année et son comportement paranoïaque aussi. Elle se montre particulièrement hostile à son mari.
En 1929, elle est emmenée à Ticehurst House, un hôpital psychiatrique de Sussex. Elle y est diagnostiquée souffrante d'« insanité délirante systématisée ». Elle y meurt le 13 décembre 1935 d'une thrombose cérébrale.

## Qualité des recherches

### Critiques
La richesse familiale dans laquelle baigne Katherine Routledge a des conséquences directes sur les moyens disponibles pour engager des recherches, ainsi que sur la perception qu'en ont les scientifiques contemporains. En effet, les époux sont surtout considérés comme de riches aventuriers effectuant cela par amusement et ne mettant pas la priorité sur les intérêts scientifiques.
Ses recherches concernant la langue rongorongo ont moins de succès bien qu'il s'agisse d'un des objectifs principaux de l'expédition. En effet, cette expédition représente la dernière tentative de déchiffrement des tablettes aux côtés d'informateurs vivants ayant encore des connaissances du rongo-rongo : Tomenika et Kapiera. Malheureusement, Tomenika et Kapiera sont des informateurs très âgés et ne sont pas capables de transmettre les connaissances à l'anthropologue.
En mars 2023, dans une conférence donnée à la Royal Geographical Society, Sarah L. Evans évalue l'un des aspects du travail effectué par Katherine Routledge en pointant la pratique de la photo-élicitation consistant à prendre en photo des objets et les montrer lors des entretiens avec les locaux afin que ceux-ci complètent les observations effectuées. Elle serait dès lors une pionnière de cette méthode aujourd'hui commune.

### Documents et patrimoine retrouvés

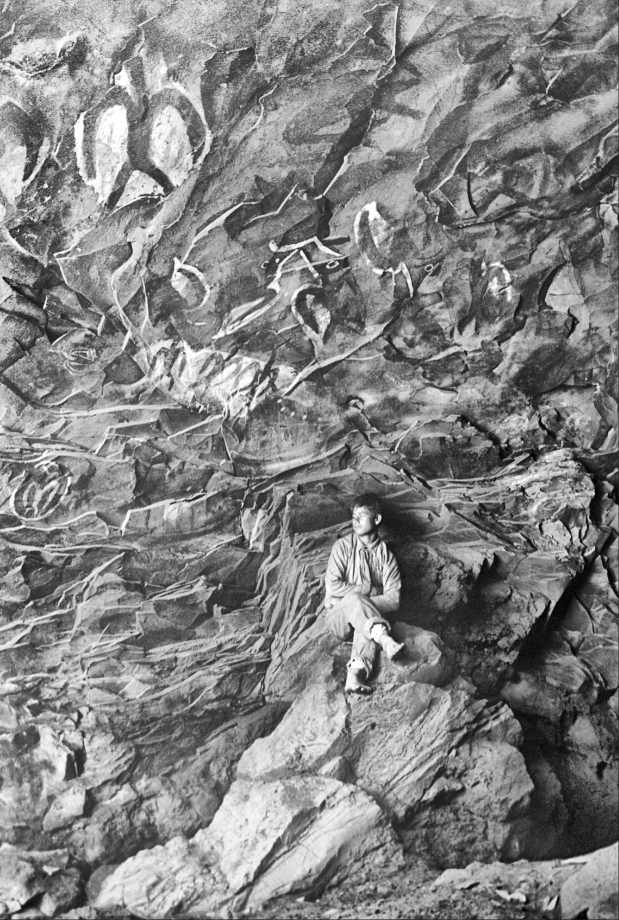
Photographie des peintures rupestres de la grotte Ana Kai Tangata en 1915.

Les documents et recherches effectuées par Katherine Routledge sont longtemps restés à l'écart des recherches ultérieures, à l'exception de leur publication générale. En cause, une importante dispersion des notes et journaux de bord au point que l'ensemble soit considéré perdu jusque dans les années 1980. William Scoresby parvient à retrouver certains documents durant le séjour de Katherine Routledge au sein d'un établissement psychiatrique et les transmet à la Royal Geographical Society. Cependant, il faut attendre 1961, soit dix ans après la mort de William Scoresby, pour retrouver d'autres documents dans une malle à Chypre,.
En effet, Eve Dray Stewart, la femme de l’archéologue James Stewart et fille de Tom Dray, un ancien partenaire commercial de William, y découvre de nombreuses cartes de l'expédition réalisées par Katherine Routledge ainsi que des films négatifs de l'expédition. William Scoresby avait vécu dans cette maison après la mort de sa femme, sans transmettre ces documents, partie importante du travail qu'elle lègue à la postérité.
Des centaines d'objets qu'elle et son mari ont recueillis sont préservés au Pitt Rivers Museum et au British Museum. Du fait de la disparité des documents légués, il faut attendre 1987 pour que le journal de bord de l'expédition Mana soit étudié.
Au total, le travail de Katherine Routledge compile les descriptions et cartes détaillées de plus de 500 moaï situés le long des côtes de l'île, dans la carrière et au pied du volcan Rano Raraku. Seules 105 photographies se trouvaient dans le livre, la découverte du fonds d'archives à Chypre est venue compléter cela,.
Dans les années 1980, l'archéologue Charles M. Love étudie certains documents et considère d'abord qu'ils sont de valeur limitée à cause de leur ancienneté. Cependant, Steven Fischer estime qu'au contraire, ces documents représentent probablement la source la plus importante sur le langage, la littérature et la compréhension du rongorongo. De plus, les documents fournissent des informations biographiques inédites relatives aux habitants et leurs ancêtres.
Depuis le début des années 2000, de nouveaux travaux et archives font surface et les archéologues s'y intéressent. C'est notamment le cas des photographies et aquarelles réalisées lors de ses observations au sein de la caverne Ana Kai Tangata dans laquelle se trouvent de nombreuses peintures rupestres ainsi que des représentations de navires européens.

### Avancées ethnologiques

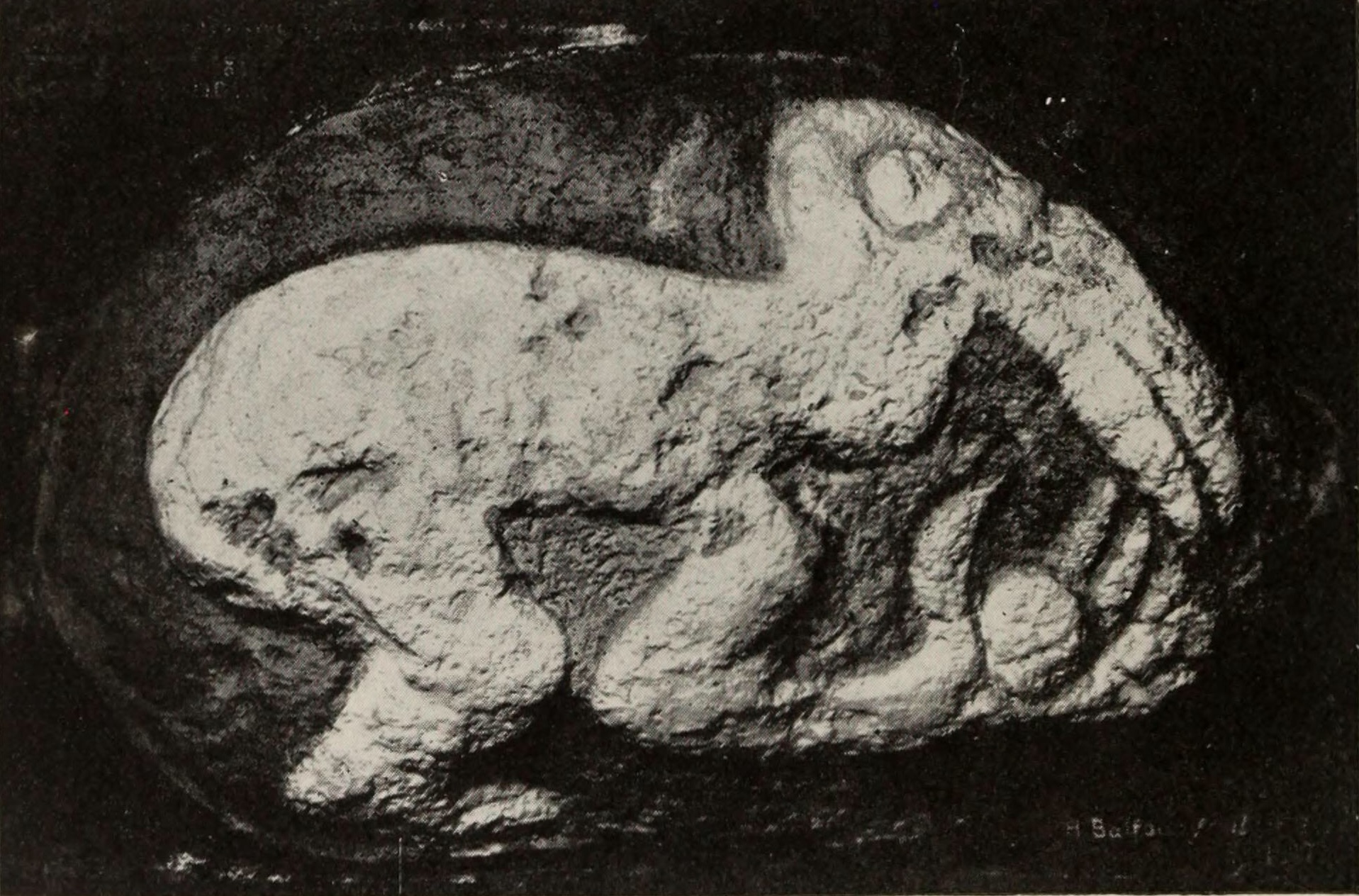
Pierre exhumée à Orongo représentant un homme-oiseau tenant un œuf du culte de Tangata manu.

En se focalisant sur la récolte de données ethnographiques, Katherine Routledge parvient à préserver de nombreux récits, notamment celui de Hotu Matua, du culte de Tangata manu, les noms et territoires des clans et des données sur l'énigmatique écriture rongorongo ; Van Tilburg lui attribue un rôle primordial dans la préservation de la culture polynésienne indigène de Rapa Nui. Elle récolte notamment le témoignage des habitants témoins des baptêmes forcés effectués entre 1863 et 1868, ce qui lui permet de reconstruire dix lignées généalogiques et d'identifier plusieurs clans. En établissant des démarcations territoriales, elle assigne certains ahu et moaï aux habitants et aux clans.
L'une de ses découvertes est la continuité culturelle entre les sculpteurs de statues et le peuple polynésien Rapa Nui résidant sur l'île à son époque ; les motifs gravés sur le dos des statues qu'elle a étudiées étaient similaires aux dessins tatoués sur le dos et le postérieur des insulaires âgés de la léproserie de l'île. Comme la tradition du tatouage est supprimée par les missionnaires dans les années 1860, cette preuve primaire n'existe plus lors des expéditions ultérieures, sauf à travers ses archives,. Plus tard, elle envoie son livre à Juan Tepano. La redécouverte, par les Pascuans, des précédentes formes d'art au travers des nombreuses illustrations donne un nouveau souffle à l'art de la statuaire en bois.

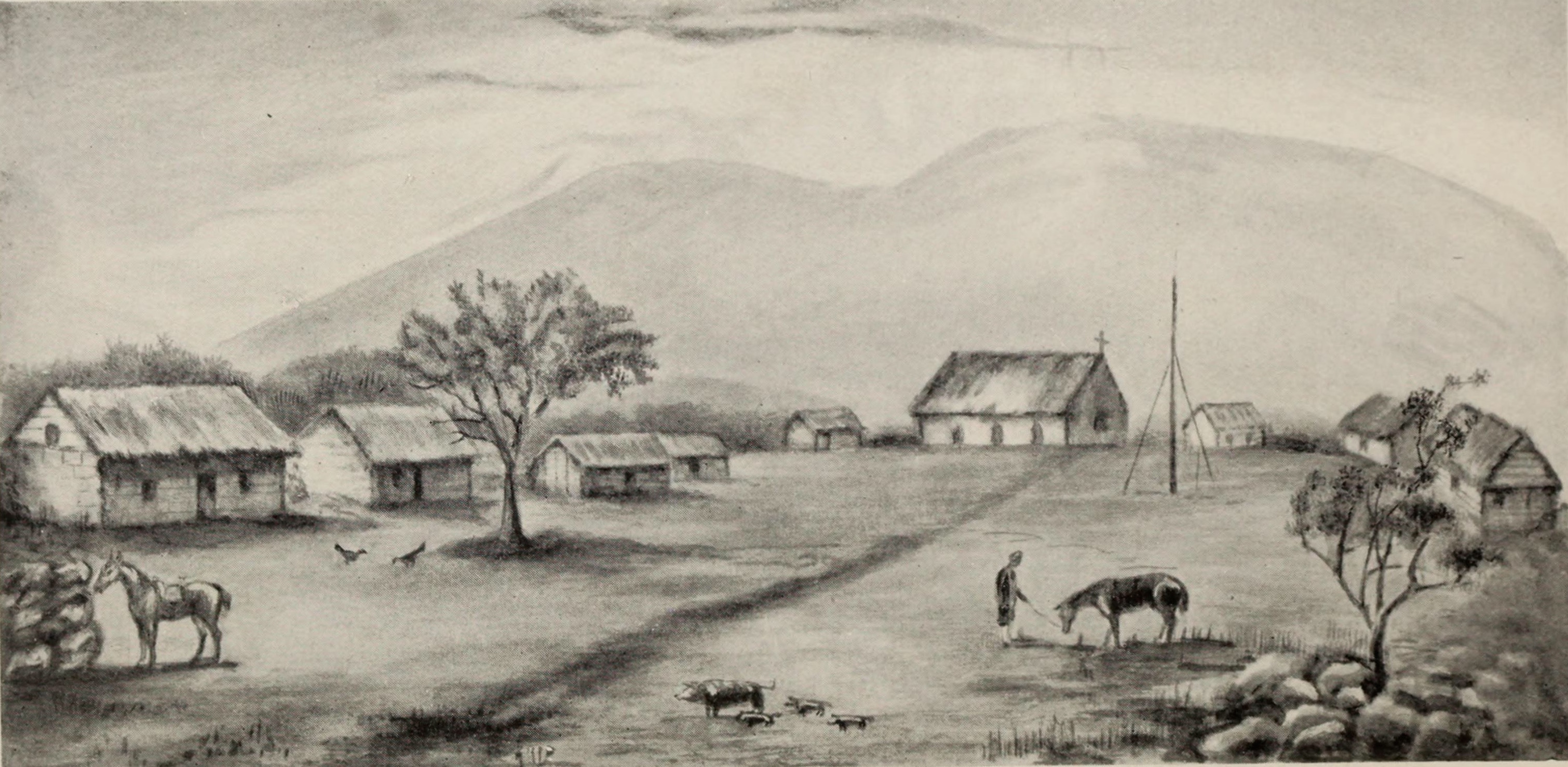
Dessin, probablement de Katherine Routledge, représentant le village d'Hanga Roa en 1914.

Dans The Mystery of Easter Island, elle renforce la théorie du suicide écologique tout en apportant des réponses sur les origines des Rapa Nui. Elle fait remonter l'origine des premiers peuplements aux Polynésiens de Mangareva qui auraient peuplé l'île de Pâques. Sur base de sa récolte de données ethnographiques, elle suggère que les statues sont des figures ancestrales, et les habitants des descendants des sculpteurs. Elle reviendra plus tard sur son interprétation sous la pression d'autres chercheurs. Cependant, le temps démontre que sa première version semble exacte. L'esquisse de l'histoire des Rapa Nui dessinée par Katherine Routledge est aujourd'hui largement acceptée.
Dans son journal de bord se trouve la plus ancienne version du chant rituel du tangata manu, un chant dont la signification est perdue. Cette version est restée longtemps inaccessible aux chercheurs car les documents ne refont surface qu'en 1975. Cependant, déjà en 1914, le sens général du texte est incompréhensible et les habitants de l'île ne donnent la signification que de certains termes individuels. Ce document réapparait après les récoltes effectuées par Thomas Sylvester Barthel et Alfred Métraux, ce qui donne un éclairage sur certains passages problématiques.

### Compréhension des moaï

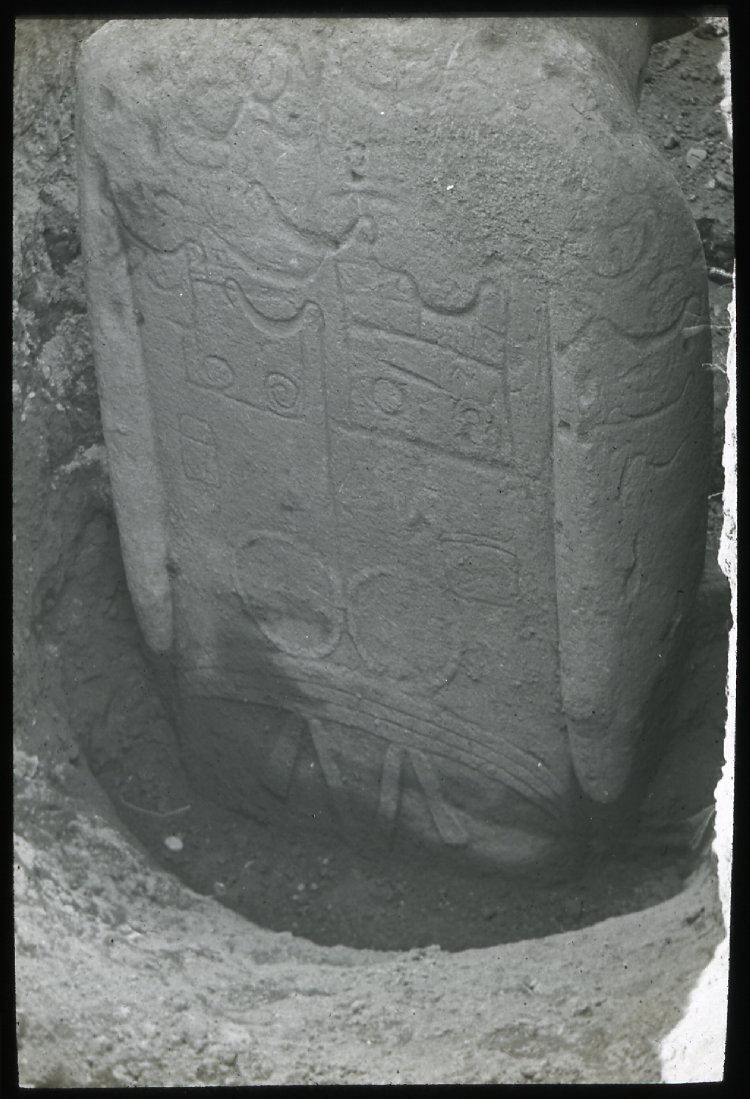
Photographie du dos décoré d'un moaï excavé lors de l'expédition.

Sur plus de 500 sites de moaï identifiés, Katherine Routledge note l'existence de plusieurs moaï isolés et éloignés des voies de transports. Convaincue qu'ils forment des repères pour d'anciennes routes, elle approfondit ses recherches. Durant son séjour, elle identifie la première voie se dirigeant depuis le volcan vers le sud-ouest. Elle établit sur cette base plusieurs cartes qui prennent en compte les dénominations territoriales fournies par les habitants de l'île.
Les cartes proposées par l'archéologue permettent également une avancée dans la compréhension des délimitations territoriales. En effet, le positionnement de plusieurs statues moaï coïncide avec les délimitations territoriales et les dénominations fournies par la tradition orale qu'elle a collectée. Elle établit également le classement en trois types de moaï : en formation, en route, en poste. Encore aujourd'hui, ces conclusions concordent. Cependant, Christopher Stevenson suggère que ces délimitations n'apparaissent qu'après le contact avec les Européens, au XVIe siècle,. De plus, les observations effectuées par Thor Heyerdahl vont à l'encontre de cette hypothèse ; il avance que les statues situées sur les voies de transports peuvent y avoir été simplement abandonnées durant leur transport et jamais érigées.
Katherine Routledge ne parvient pas à déterminer précisément le rôle des moaï. Cependant un témoignage qu'elle récolte est à l'origine d'une théorie plus récente sur la méthode employée pour les transporter depuis leur lieu de fabrication jusqu'à leur socle : « [au sujet des statues] Selon un autre récit, cité par un visiteur avant notre jour, ils marchaient, et certains tombaient en chemin ». Ce témoignage donne naissance à une théorie de déplacement utilisant la « technique du réfrigérateur » que Terry Hunt et Carl Lipo vérifient en 2011. Cette technique consiste à faire balancer les statues de droite à gauche pour avancer par à-coup, d'une part comme si les moaï marchaient, d'une autre comme la technique employée pour déménager un réfrigérateur,,.

## Commémoration
En 1995, une exposition commémore le 80e anniversaire de l'expédition Mana et les contributions de Katherine Routledge. L'exposition est réalisée en collaboration avec le British Museum sur base d'une sélection de trente photographies réalisées à la lanterne magique durant l'expédition. Une exposition complémentaire, en espagnol, est montée en annexe. L'inauguration a lieu le 26 janvier 1995.
En 2003, Jo Anne Van Tilburg publie un ouvrage biographique centré sur la vie de Katherine Routledge. La réception critique de l'ouvrage est très positive. Mara Mulrooney, de l'Université d'Auckland, considère que l'ouvrage présente un examen approfondi qui renseigne également le lecteur sur l'impact de l'expédition Mana au travers des connaissances actuelles dont l'auteur maîtrise parfaitement le sujet. L'anthropologue Grant McCall souligne la qualité de la biographie. Il toutefois regrette que le texte n'aborde pas suffisamment l'histoire de la redécouverte des documents de Katherine Routledge disséminés à laquelle il participe dans les années 1970.
En 2021, Emilie Dotte-Sarout soumet un projet de recherche visant à revaloriser le travail des archéologues féminines du XIXe siècle et du XXe siècle qui ont travaillé dans l'océan Pacifique. Elle les considère comme des Pacific Matilda en référence à l'effet Matilda et identifie en premier lieu Katherine Routledge dont la postérité du travail et la qualité d'archéologue pionnière doivent attendre les analyses de Jo Anne Van Tilburg en 2003 pour être reconnues et redécouvertes.
Elle est parfois qualifiée d'« héroïne cachée de l'anthropologie britannique », surtout depuis la mise à l'honneur effectuée en 2021 par le Pitt Rivers Museum des premières femmes anthropologues diplômées d'Oxford et du recueil biographique qui en découle.

## Publications
- (en) W. S. Routledge et Katherine Routledge, With a Prehistoric People: The Akikuyu of British East Africa, Psychology Press, 1968 (1910) (ISBN 978-0-7146-1716-9, lire en ligne)
- Scoresby Routledge et Katherine Routledge, « The Bird Cult of Easter Island », Folklore, vol. 28, no 4,‎ 1917, p. 337-355 (ISSN 0015-587X, lire en ligne, consulté le 2 janvier 2024)
- (en) Katherine Routledge, The Mystery of Easter Island, Adventures Unlimited Press, 1998 (1919) (ISBN 978-0-932813-48-0, lire en ligne)

### Note
1. ↑  Mention honorifique correspondant à une évaluation entre 60 et 70 %.